# Умершие в августе 2017 года
Это список известных людей, соответствующих установленным критериям значимости (см. Википедия:Критерии значимости персоналий), умерших в августе 2017 года.
Причина смерти указывается лишь в исключительных случаях (убийство, самоубийство, гибель в результате военных действий, смертная казнь, ДТП или несчастные случаи). В остальных случаях — не указывается.

## 31 августа

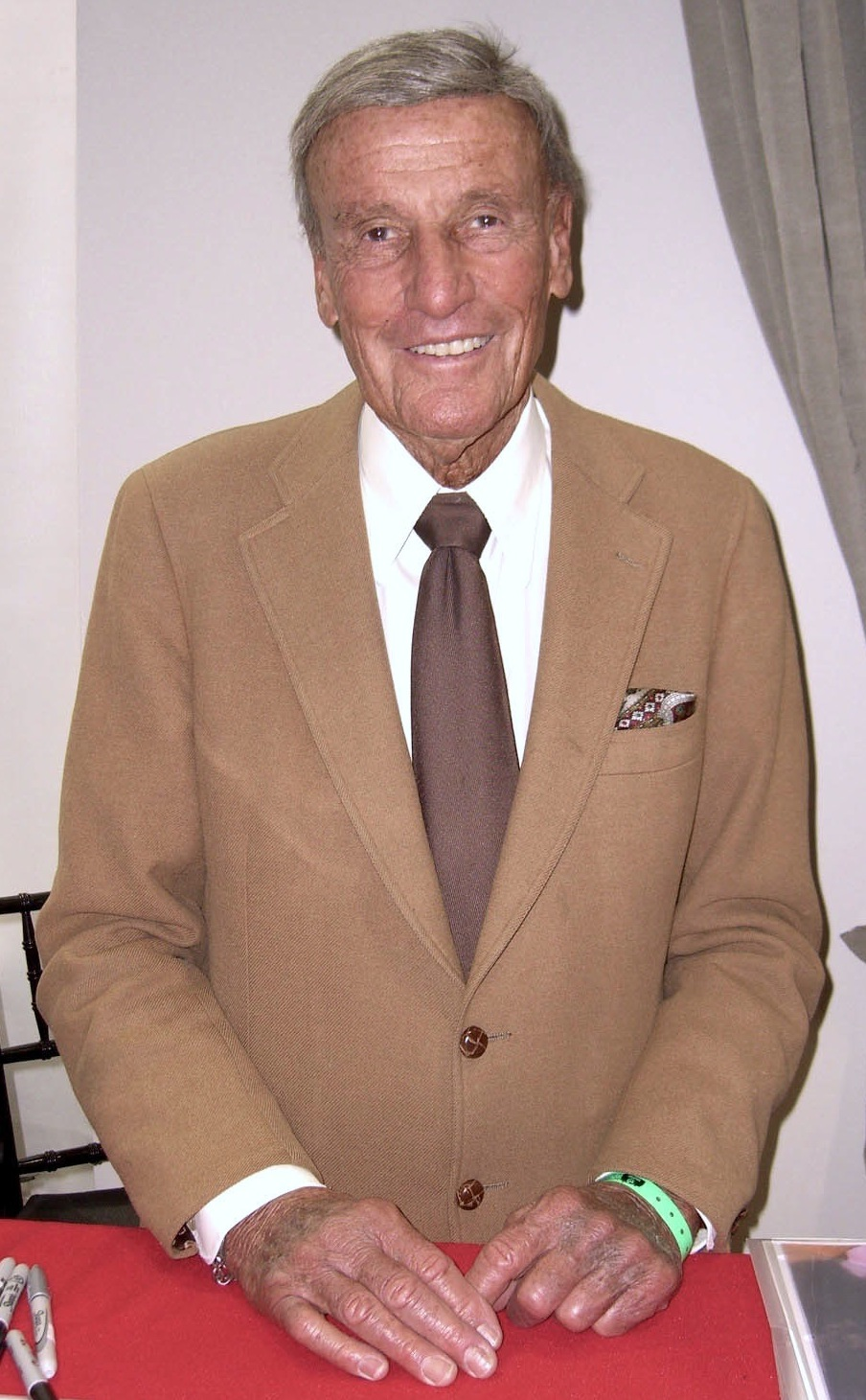
Ричард Андерсон

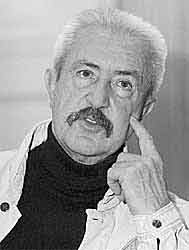
Эгон Гюнтер

- Андерсон, Ричард (91) — американский актёр[1].
- Балцо, Владимир (68) — словацкий кинорежиссёр, киносценарист и педагог[2].
- Бендеров, Валерий Дмитриевич (64) — советский и украинский оперный певец (драматический тенор), солист Одесского национального театра оперы и балета (с 2010 года), заслуженный артист Украины (2012)[3].
- Вечерова, Юлия Михайловна (85) — передовик советского текстильного производства из Ивановской области, Герой Социалистического Труда (1960)[4].
- Гамбарян, Пётр Петрович (92) — советский и российский териолог, сравнительный анатом позвоночных, ведущий специалист по локомоции млекопитающих, лауреат премии имени А. Н. Северцова (1981)[5].
- Гюнтер, Эгон (90) — немецкий кинорежиссёр и сценарист[6].
- Джеллико, Энн (90) — британский драматург и театральный режиссёр[7].
- Джорджевич, Петр Чане (86) — югославский футболист (БСК Белград) и спортивный журналист, главный редактор газеты «Спорт»[8].
- Карлссон, Янне[швед.] (80) — шведский актёр[9][10].
- Курунов, Иван Филиппович (78) — советский и российский учёный-металлург, доктор технических наук, профессор кафедры рудно-термических процессов НИТУ «МИСиС»[11].
- Маклейн, Норман (80) — британский комик и певец[12].
- Ратц, Эдмунд (84) — доктор теологии, архиепископ Евангелическо-Лютеранской Церкви в России и других государствах (2005—2009)[13].
- Рюмина, Людмила Георгиевна (68) — советская и российская певица, создатель и первый художественный руководитель Московского культурного фольклорного центра под руководством Людмилы Рюминой (с 1999 года), основатель и руководитель Московского государственного ансамбля «Русы», народная артистка РСФСР (1991)[14].
- Стрыгин, Сергей Эмильевич (57) — российский историк, занимавшийся «Катынским инцидентом»; кандидат в мастера спорта по спортивному туризму[15].
- Хафемайстер, Дирк (59) — западногерманский спортсмен-конник, чемпион летних Олимпийских игр в Сеуле (1988)[16].
- Чинарова, Тамара (98) — австралийская балерина[17].

## 30 августа

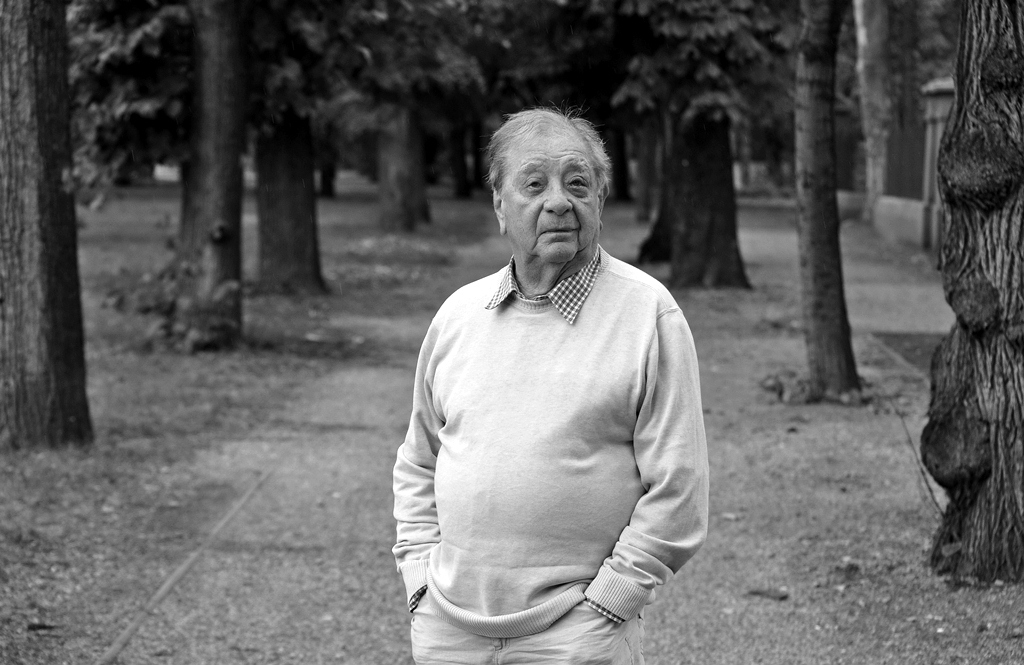
Карой Макк

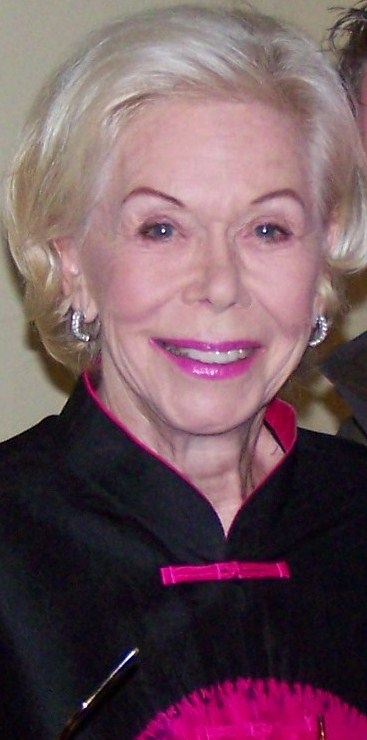
Луиза Хей

- Асеведо, Эльмер (68) — сальвадорский футболист[18].
- Боултон, Марджори (93) — британский эсперантский поэт, прозаик и драматург, эсперантолог[19].
- Джаббар, Абдул (80) — бангладешский певец[20].
- Кантемиров, Мухтарбек Алибекович (83) — советский и российский артист цирка, киноактёр и каскадёр, представитель цирковой династии Кантемировых, заслуженный артист Северо-Осетинской АССР (1960)[21].
- Кассел, Алан (85) — австралийский актёр[22][23].
- Макк, Карой (91) — венгерский кинорежиссёр и сценарист[24].
- Микельсон, Тимоти (68) — американский гребец, серебряный призёр летних Олимпийских игр в Мюнхене, чемпион мира и Панамериканских игр[25].
- Пачевский, Анатолий Мартынович (77) — украинский организатор сельского хозяйства, председатель частного сельскохозяйственного предприятия «Радовское» (с 1990 года), Герой Украины (2002)[26].
- Пивник, Сэм (90) — польский свидетель Холокоста, автор мемуаров[27].
- Прокоп, Скип (74) — канадский музыкант[28].
- Рогозин, Александр Александрович (68) — советский и российский писатель[29].
- Танигути, Сумитэру (88) — японский активист, выживший во время ядерного взрыва в Нагасаки 9 августа 1945 года и выступавший за запрет ядерного вооружения; председатель Совета пострадавших во время ядерной бомбардировки Нагасаки[30].
- Хасбун, Хато (71) — сальвадорский политический и государственный деятель, министр образования (2012—2014)[31].
- Хей, Луиза (90) — американская писательница и общественный деятель, одна из основателей движения самопомощи[32].
- Л. Н. Шастри (46) — индийский певец и композитор[33].

## 29 августа

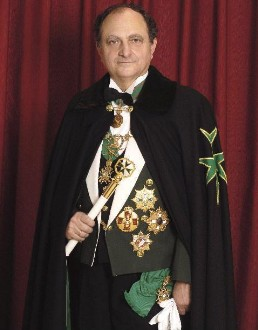
Карлос Гереда и де Бурбон

- Кайсер, Курт (65) — американский и канадский геолог и геохимик, член Королевского общества Канады[34].
- Бобылёва, Евдокия Фёдоровна (98) — советский и российский педагог, народный учитель СССР (1990), народный депутат СССР[35].
- Карлос Гереда и де Бурбон (73) — испанский аристократ, инженер, предприниматель и филантроп[36].
- Дюшмен, Анжелика[фр.] (26) — французская женщина-боксёр, чемпионка мира по боксу в полулёгкой весовой категории по версии WBF (2017)[37].
- Коган, Дмитрий Павлович (38) — российский скрипач, заслуженный артист Российской Федерации (2010), внук скрипача Леонида Когана, сын дирижёра Павла Когана[38].
- Мерзлюк, Николай Константинович (88) — советский и российский художник, автор герба Магадана (о смерти стало известно в этот день)[39].
- Серебряков, Вячеслав Михайлович (73) — советский и российский художник и педагог, заслуженный работник культуры Российской Федерации (1996)[40].
- Шарра, Жанин[фр.] (93) — французская балерина и хореограф[41].
- Эльгарт, Ларри (95) — американский музыкант[42].

## 28 августа

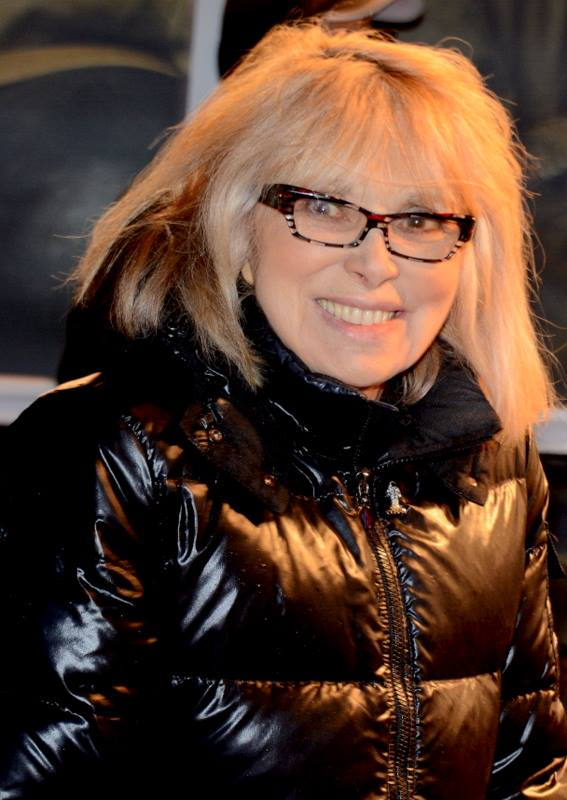
Мирей Дарк

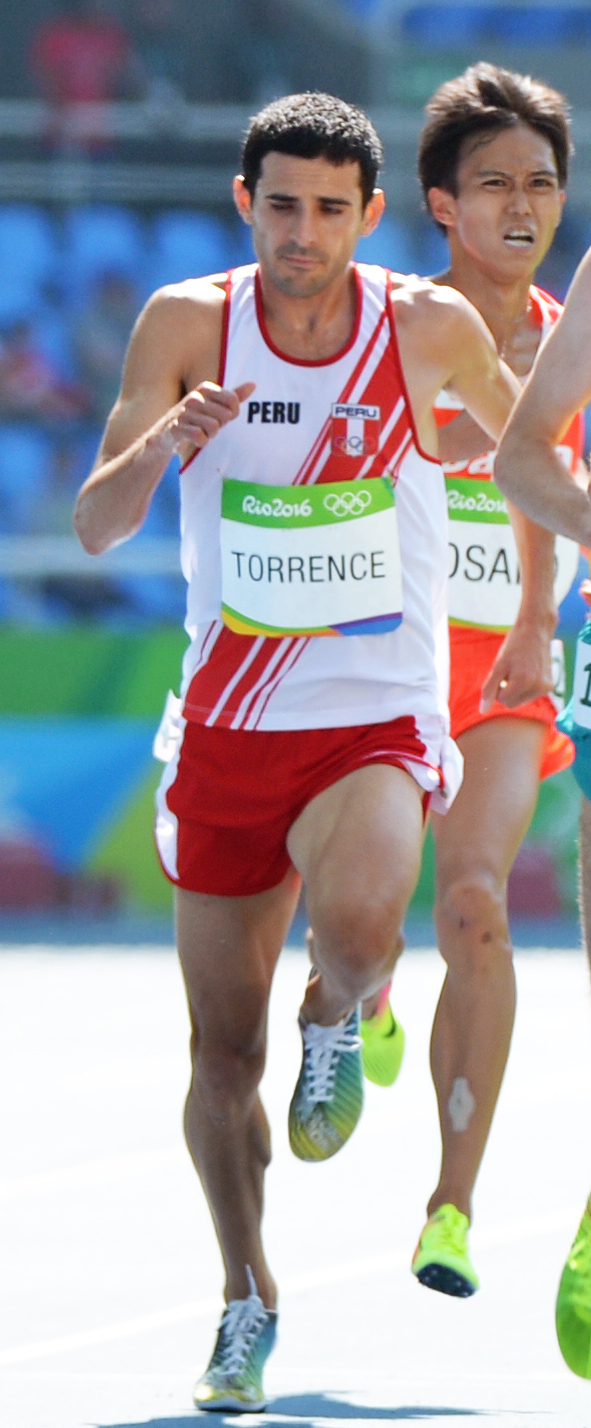
Дэвид Торренс

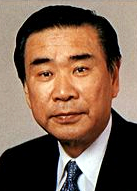
Цутому Хата

- Апанаев, Шамиль Махмудович (70) — советский и российский татарский художник, брат балетмейстера Гюзель Апанаевой[43].
- Белл, Мелисса (53) — британская певица, мать Александры Берк[44].
- Галлузи, Лучано[итал.] (79) — итальянский футболист[45].
- Дандамаев, Магомед Абдул-Кадырович (88) — советский и российский историк, член-корреспондент РАН (1997)[46].
- Дарк, Мирей (79) — французская киноактриса, модель, сценарист и режиссёр[47].
- Молдваи, Мирьяна (Гиза Лешо) (84) — югославская и сербская актриса театра и кино[48].
- Новотны, Иржи Дател (73) — чешский актёр[49][50].
- Паплевченков, Иван Михайлович (69) — советский и российский организатор сельского хозяйства, председатель колхоза «Красный путиловец» Кашинского района Тверской области (1982—2011), народный депутат СССР, заслуженный работник сельского хозяйства Российской Федерации (1994)[51].
- Торренс, Дэвид (31) — перуанский и американский легкоатлет, участник летних Олимпийских игр в Рио-де-Жанейро (2016), чемпион мира (2014)[52].
- Хата, Цутому (82) — японский государственный деятель, премьер-министр Японии (1994)[53].
- Черевков, Виктор Дмитриевич (91) — советский и украинский писатель и сценарист, участник Великой Отечественной войны (похороны состоялись в этот день)[54].

## 27 августа

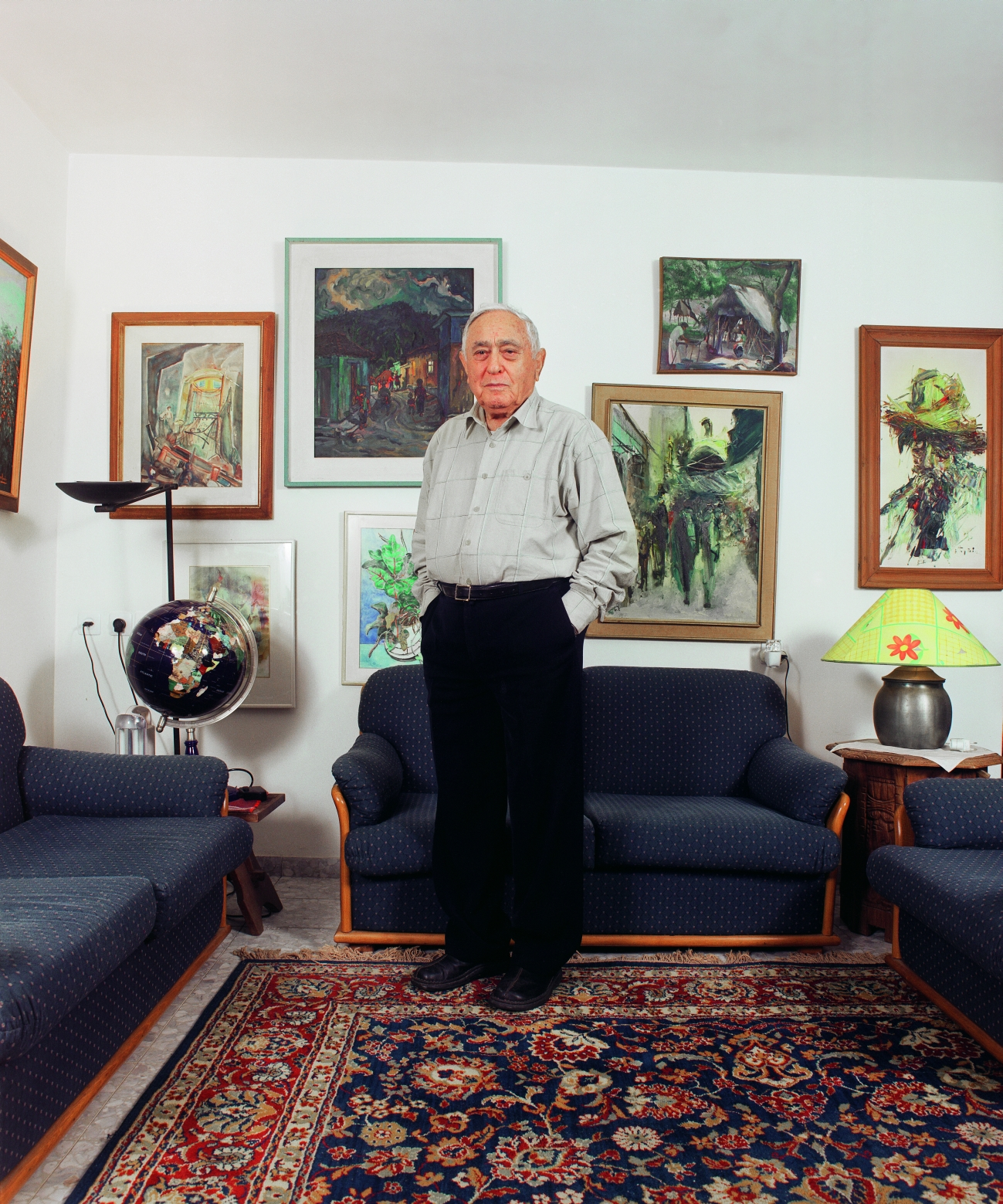
Ицхак Пундак

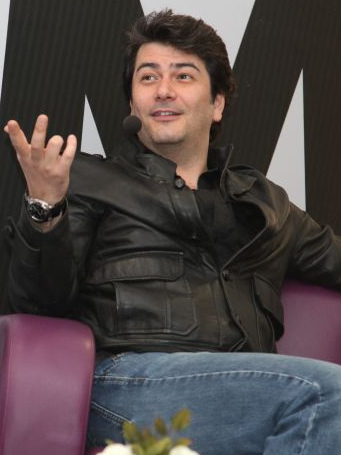
Ватан Шашмаз

- Азонхихо, Мартен (?) — бенинский государственный деятель, министр обороны (2006)[55].
- Коцек, Рудольф (88) — чехословацкий спортивный функционер, председатель Футбольного союза Чехословакии (1983—1990)[56].
- Паппэ, Яков Шаявич (64) — советский и российский экономист и публицист[57].
- Пролетарский, Валентин Николаевич (75) — советский и российский тележурналист, диктор, заслуженный работник культуры Российской Федерации (1997), почётный гражданин Архангельской области[58].
- Пундак, Ицхак (104) — израильский военачальник, политический деятель и дипломат, генерал-майор в отставке[59].
- Фаустов, Анатолий Степанович (87) — советский и российский врач-гигиенист, доктор медицинских наук, ректор Воронежской государственной медицинской академии им. Н. Н. Бурденко (1983—2000), заслуженный работник высшей школы Российской Федерации (1997)[60].
- Феоктистов, Станислав Александрович (52) — советский и российский футболист [?].
- Хан, Ахмед (90) — индийский футболист, участник Олимпийских игр (1948, 1952)[61].
- Шашмаз, Ватан (43) — турецкий актёр и телеведущий[62].
- Штеле, Хелли (109) — швейцарская актриса[63].
- Язди, Ибрагим (85) — иранский государственный деятель, министр иностранных дел Ирана и заместитель премьер-министра (1979)[64].

## 26 августа

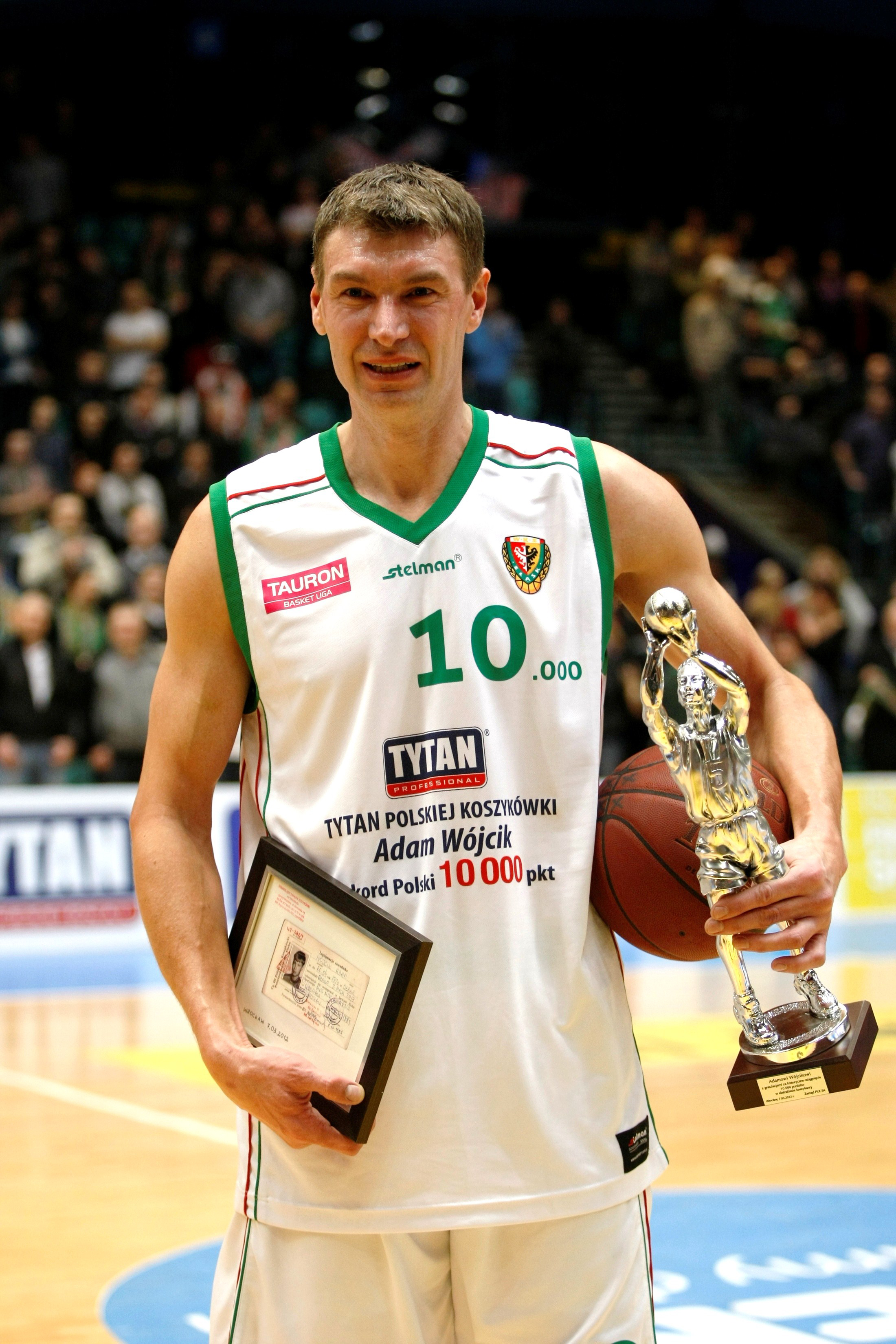
Адам Вуйцик

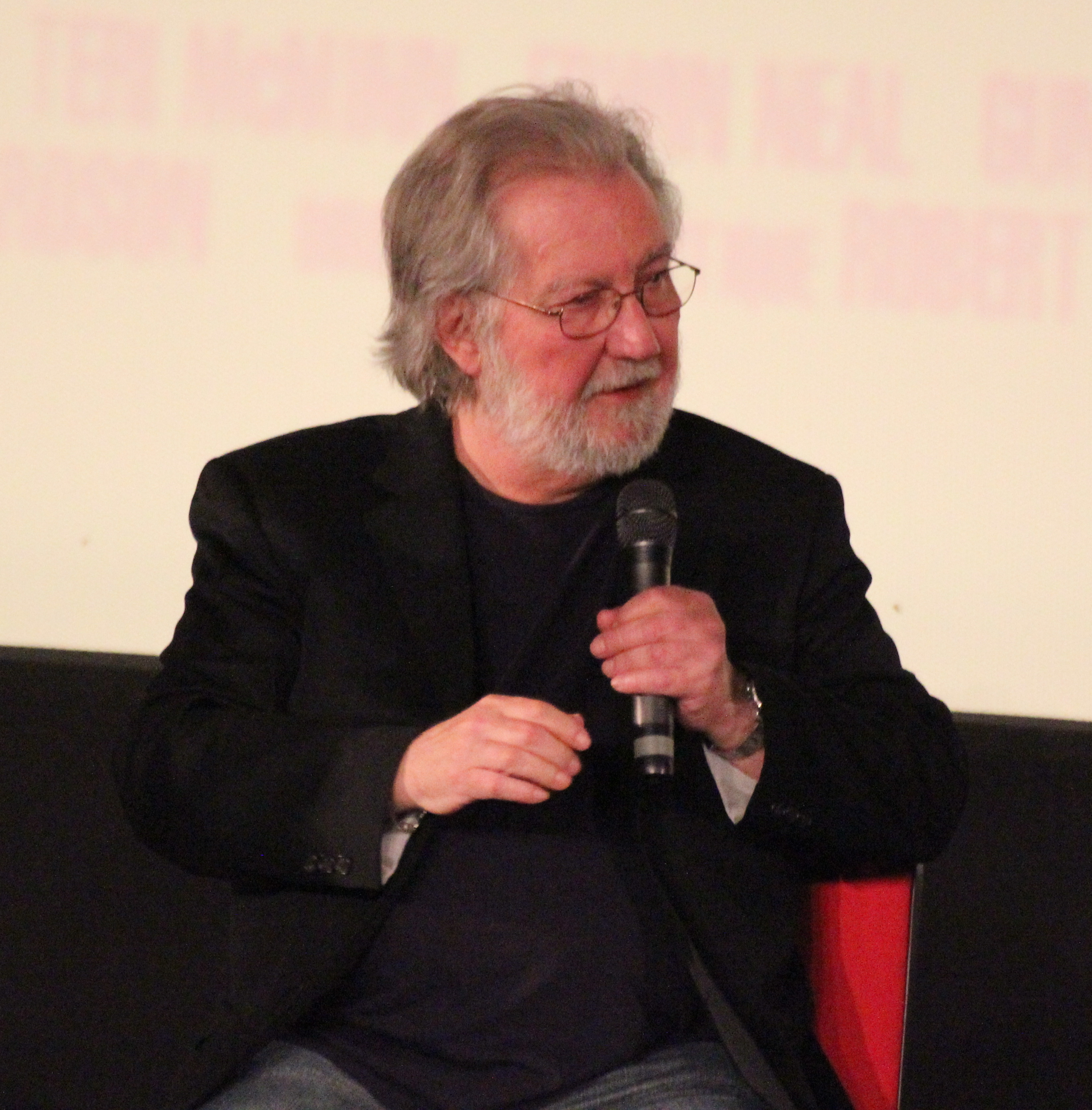
Тоуб Хупер

- Васильев, Сергей Николаевич (70) — советский и российский тренер по боксу, тренер российского боксёра-профессионала Григория Дрозда[65].
- Вуйцик, Адам (47) — польский баскетболист[66].
- Изгю, Музаффер (83) — турецкий писатель[67].
- Каминский, Ховард (77) — американский писатель и издатель[68].
- Конечны, Альбрехт (74) — австрийский и европейский политик[69].
- Дас Невес, Уилсон (81) — бразильский певец[70].
- Лоторев, Николай Дмитриевич (83) — советский и российский металлург, лауреат Государственной премии СССР (1975) [?].
- Мусил, Йозеф (85) — чехословацкий волейболист, двукратный чемпион мира (1956, 1966), двукратный призёр Олимпийских игр (1964, 1968)[71].
- Ноджак, Йозеф (71) — словацкий детский телеведущий[72].
- Померанс, Бернард (76) — американский драматург и поэт[73]
- Рут, Алан (80) — кенийский оператор, режиссёр и продюсер[74][75].
- Тучек, Рене (81) — чешский оперный певец (баритон)[76].
- Хупер, Тоуб (74) — американский кинорежиссёр, сценарист и продюсер, специализировавшийся в жанре фильмов ужасов[77].
- Эверинг, Дуг (94) — австралийский государственный деятель, министр здравоохранения (1972—1975)[78].

## 25 августа
- Васильев, Вадим Васильевич (83) — советский и украинский актёр, артист Черниговского областного музыкально-драматического театра им. Т. Г. Шевченко (1967—2005), народный артист Украины (1993)[79]
- Дара, Энцо (78) — итальянский оперный певец (бас)[80].
- Девятов, Михаил Михайлович (88) — советский и российский художник, реставратор и педагог [?].
- Конопски, Шерри (49) — американская фотомодель[81].
- Коряк, Тамара Александровна (71) — советский и российский тренер по прыжкам в воду, заслуженный тренер СССР[82].
- Мозер, Маргарет (63) — американская журналистка, музыкальный критик и певица[83].
- Мусийчук, Юрий Иванович (79) — советский и российский профпатолог и токсиколог, лауреат Государственной премии СССР (1982)[84].
- Пидемский, Борис Михайлович (99) — советский военный разведчик, участник Советско-финской и Великой Отечественной войн, основатель книжного издательства «Аврора», заслуженный работник культуры Российской Федерации[85].
- Хренов, Юрий Алексеевич (77) — советский и российский журналист, главный редактор журнала «Российская Федерация сегодня» (1995—2011)[86].

## 24 августа

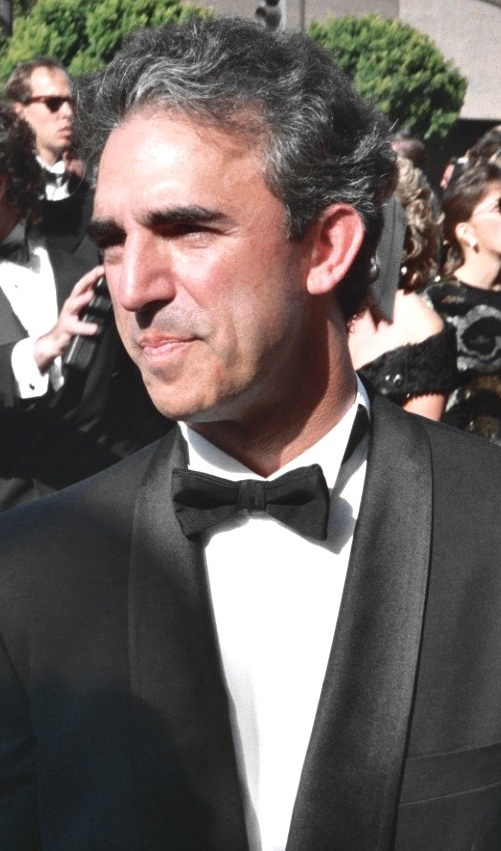
Джей Томас

- Белл, Майкл (73) — канадский дипломат, посол Канады в Иордании (1987—1990), Израиле (1990—1992, 1999—2003), на Кипре (1991—1992) и в Египте (1994—1998)[87].
- Василёв, Владимир Юдич (86) — советский и российский балетмейстер, народный артист Российской Федерации (1995), муж Натальи Касаткиной[88].
- Гужова, Нина Михайловна (85) — доярка животноводческого комплекса колхоза имени И. А. Емельянова Городецкого района Горьковской области, Герой Социалистического Труда (1973)[89].
- Гургенидзе, Владимир Робертович (60) — советский и российский тренер, главный тренер сборной России по спортивной акробатике (с 2006 года), заслуженный тренер СССР и России[90].
- Коломиец, Владимир Родионович (81) — советский и украинский поэт[91].
- Контарски, Алоис (86) — немецкий пианист (о смерти объявлено в этот день)[92].
- Крассов, Олег Игоревич (64) — советский и российский юрист[93].
- Линниля, Кай (75) — финский писатель[94].
- Сагитов, Ринат Шайхимансурович (62) — советский и российский организатор производства и государственный деятель, депутат Государственной думы Российской Федерации V созыва (2007—2011)[95].
- Силин, Анатолий Дмитриевич (80) — советский и российский режиссёр, сценарист, критик, заслуженный деятель искусств Российской Федерации (1996), лауреат Государственной премии СССР (1985)[96].
- Смагин, Леонид Максимович (84) — советский государственный деятель, председатель Государственного комитета СССР по обеспечению нефтепродуктами (1987)[97].
- Томас, Джей (69) — американский актёр-комик, радиоведущий[98].

## 23 августа

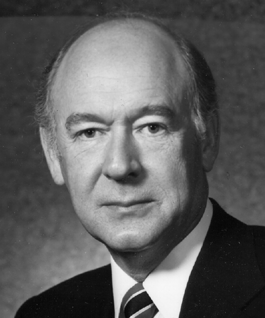
Сесил Эндрюс

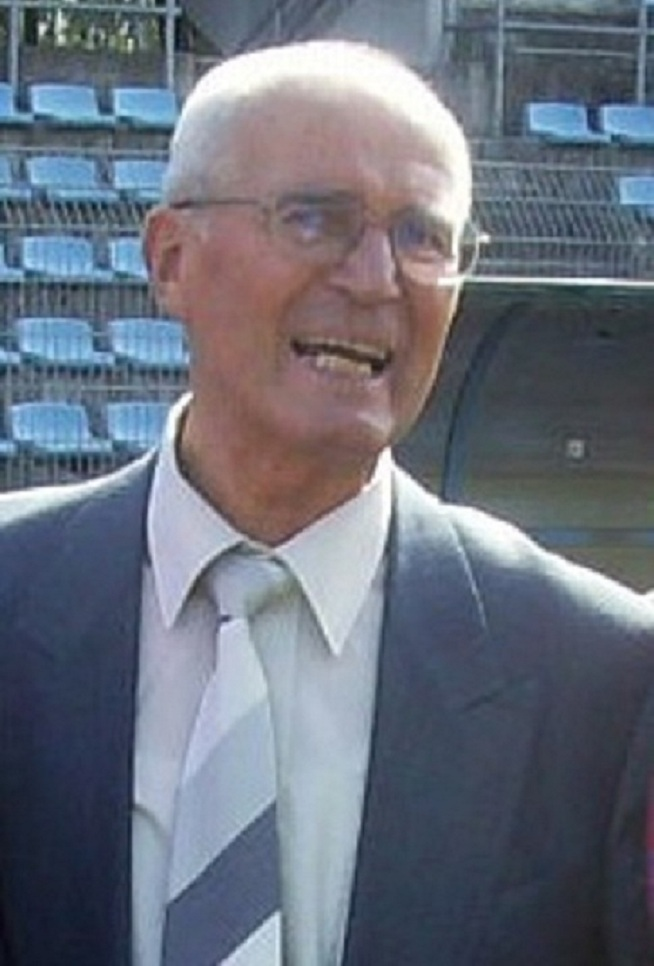
Энгельберт Ярек

- Анхелос, Эдуардо (85) — аргентинский государственный деятель, губернатор провинции Кордова (1983—1995)[99].
- Вальтух, Константин Куртович (85) — советский и российский экономист, член-корреспондент РАН (2000)[100].
- Визинг, Вадим Георгиевич (80) — советский и украинский математик[101].
- Головчук, Андрей Фёдорович (68) — украинский учёный в области сельского хозяйства, ректор Уманского национального университета садоводства (2008—2012) [?].
- Кирсанов, Станислав Николаевич (78) — советский боксёр, тренер и судья. Выступал на всесоюзном уровне в первой половине 1960-х годов, чемпион СССР[102].
- Ковалёв, Николай (67) — советский и молдавский оперный певец (бас), солист Национального театра оперы и балета Республики Молдова им. Марии Биешу (с 1978 года), лауреат Государственной премии Республики Молдова (1992)[103].
- Назарян, Айзек (88) — иранский и американский бизнесмен[104].
- Олоновский, Николай Владимирович (94) — советский кинооператор, заслуженный деятель искусств РСФСР (1974)[105].
- Розенталь, Джек (82) — американский журналист, лауреат Пулитцеровской премии (1982)[106].
- Руссо, Жанни (98) — французская военная разведчица, участница сил Сопротивления в период Второй мировой войны[107].
- Харрис, Виола (91) — американская актриса[108].
- Ширинский, Миргаяс Миргаясович (62) — российский дипломат, Чрезвычайный и Полномочный Посол России в Республике Судан (с 2013 года)[109].
- Эндрюс, Сесил Дейл (85) — американский государственный деятель, министр внутренних дел США (1977—1981), губернатор Айдахо (1971—1977, 1987—1995)[110].
- Ярек, Энгельберт (82) — польский футболист, участник летних Олимпийских игр в Риме (1960)[111].

## 22 августа

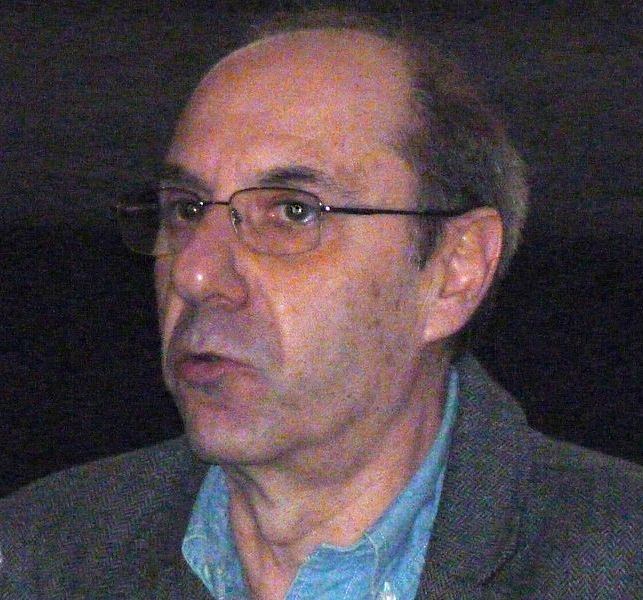
Ален Берберян

- Аберкромби, Джон (72) — американский гитарист и композитор[112].
- Берберян, Ален (63) — французский кинорежиссёр и сценарист[113].
- Гонзер, Вилли (80) — бразильский спортивный комментатор[114].
- Де Брум, Тони (72) — государственный деятель Маршалловых Островов, министр иностранных дел (1979—1987, 2008—2009, 2014—2016)[115].
- Педроссян, Педро (89) — бразильский государственный деятель, губернатор Мату-Гросу (1968—1971), губернатор Мату-Гросу-ду-Сул (1980—1983, 1991—1995)[116].
- Сафронов, Владимир Николаевич (76) — профессор ТПУ [?].
- Сейдич, Феят (76) — югославский и сербский трубач[117].
- Семёнов, Александр Абрамович (55 или 60) — российский музыкант, лидер группы «Рабфак» (о смерти стало известно в этот день)[118].
- Фоменко, Геннадий Петрович (74) — народный депутат Украины, председатель Луганской областной государственной администрации (1995—1998)[119].
- Цзя Яньвэнь, Матфей (92) — католический прелат, архиепископ Тайбэя (1978—1989)[120].
- Шульга, Лариса (77) — советская и молдавская оперная певица (меццо-сопрано), солистка Национального театра оперы и балета Республики Молдова им. Марии Биешу[121].

## 21 августа

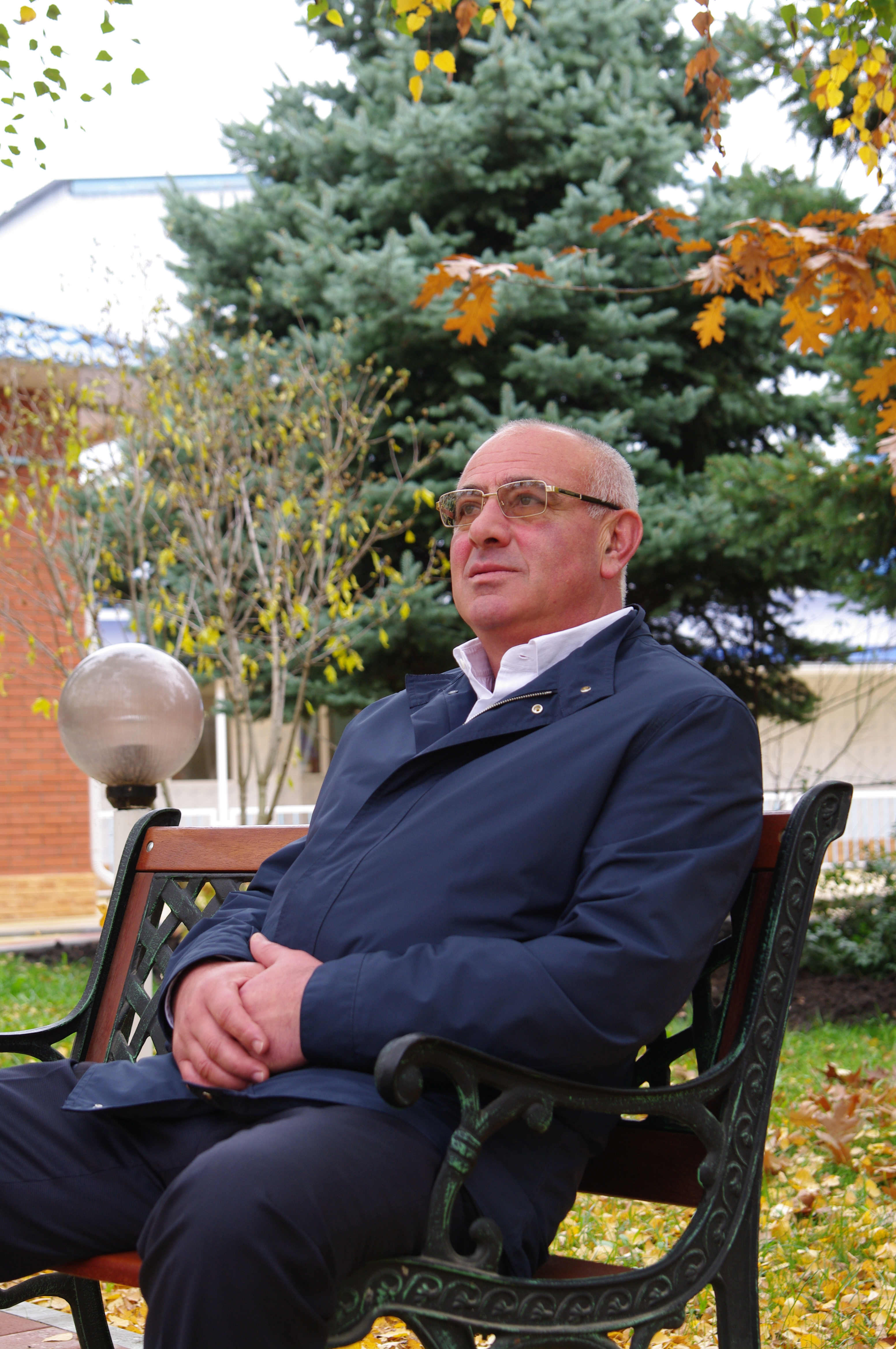
Сергей Гусейнов

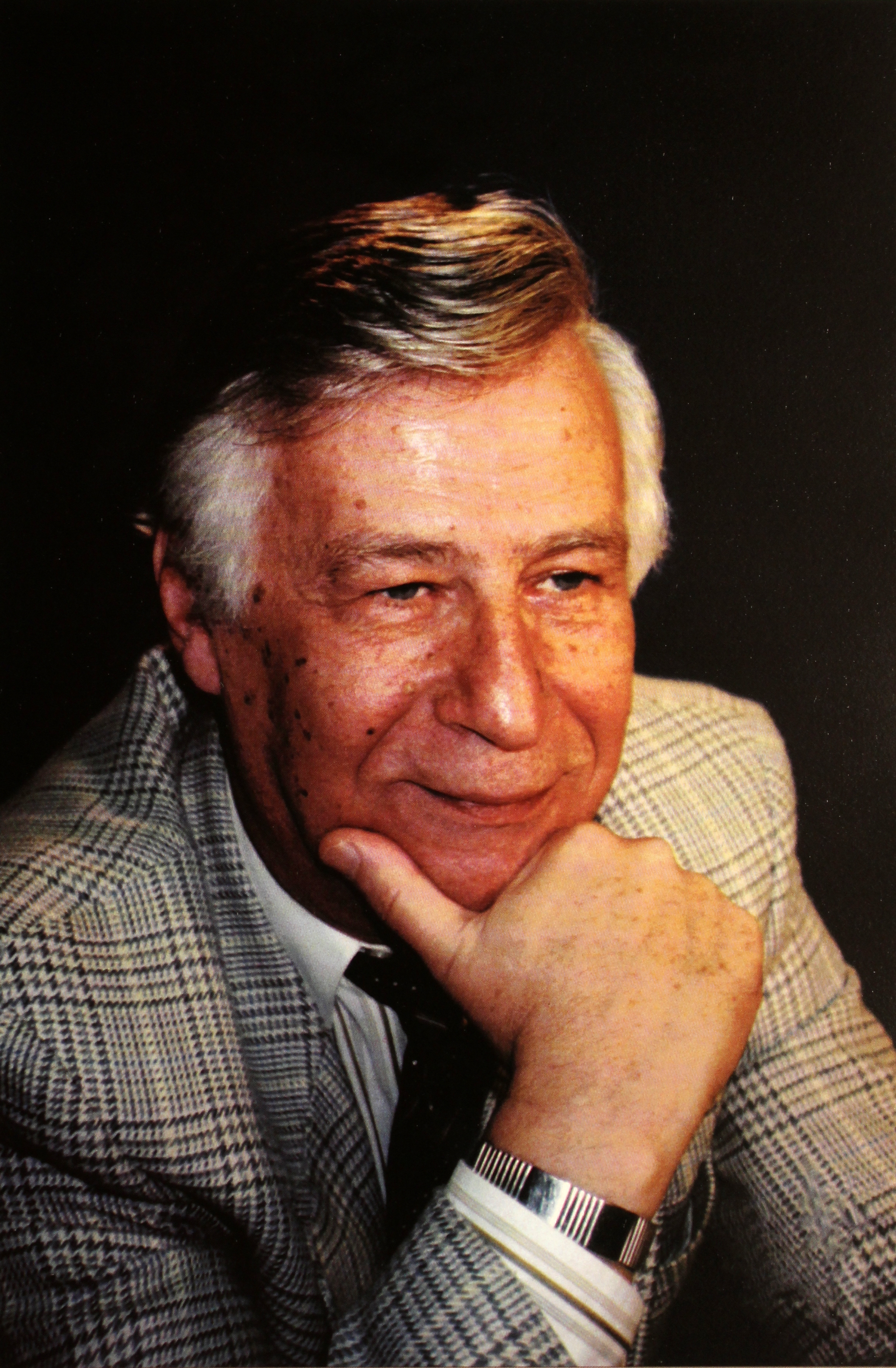
Перч Зейтунцян

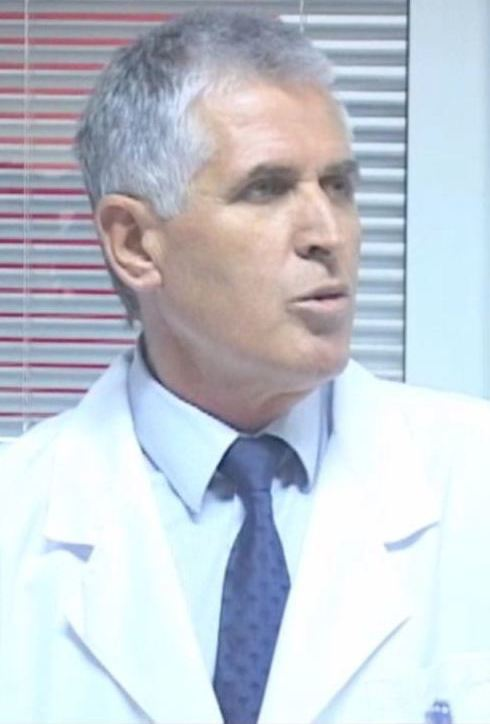
Байрам Реджепи

- Гусейнов, Сергей Умалатович (65) — советский и российский организатор перерабатывающего производства, генеральный директор ОАО Молочный завод «Гиагинский» (с 1988 года)[122].
- Дюшарм, Режан (76) — канадский писатель[123].
- Зейтунцян, Перч Арменакович (79) — советский и армянский писатель и драматург, министр культуры Армянской ССР (1990—1991)[124].
- Миан, Томас (88) — американский писатель[125].
- Микелотти, Джорджо (81) — итальянский футболист[126].
- Пийримяэ, Хелмут (86) — советский и эстонский историк[127].
- Плесси, Мишель (57) — французский художник-иллюстратор[128].
- Раззак, Абдур (75) — бангладешский актёр, пятикратный лауреат Национальной кинопремии[129].
- Реджепи, Байрам (63) — косовский политик, премьер-министр Косова (2002—2004)[130].
- Степанова, Зоя Петровна (89) — советская актриса и писатель[131].
- Хаустов, Анатолий Тихонович (75) — советский и российский башкирский театральный актёр, артист Башкирского государственного академического русского драматического театра, народный артист БАССР (1984)[132].

## 20 августа

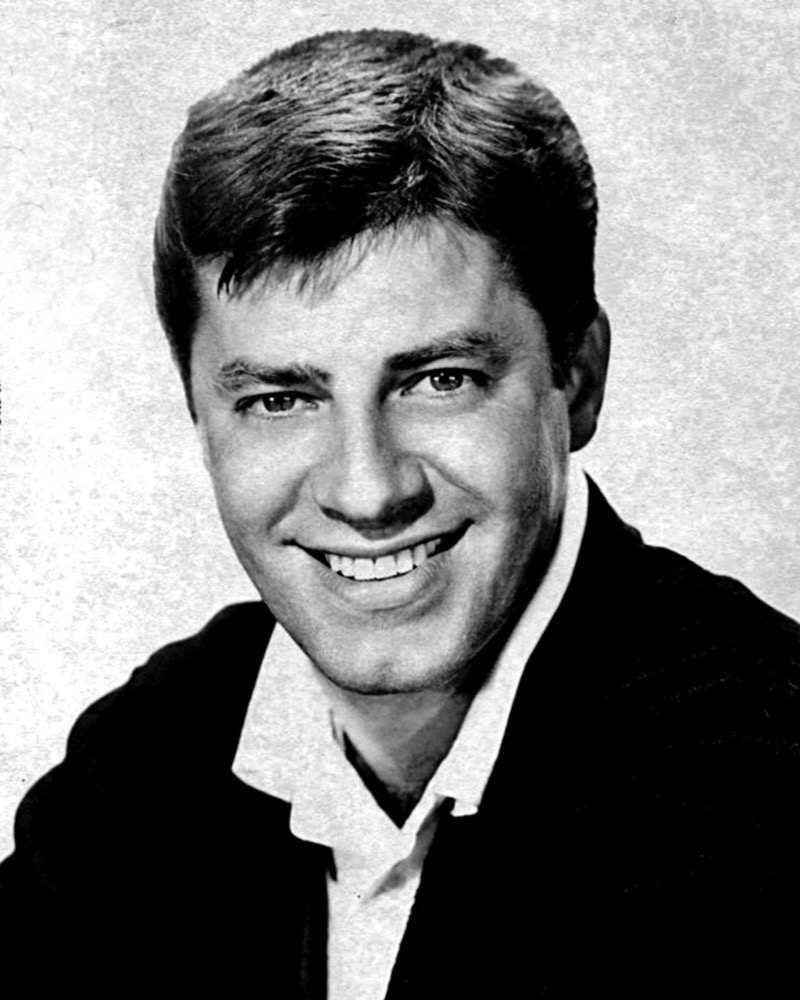
Джерри Льюис

- Бенар, Николь (89) — французская актриса[133][134].
- Бэнг, Карин (88) — норвежская писательница[135].
- Джерри Льюис (91) — американский актёр и комик[136].
- Драчёв, Андрей Константинович (32) — российский пауэрлифтер, бодибилдер, чемпион России в категории до 120 кг (2014), серебряный призёр чемпионата мира (2011) и Европы (2010); убийство[137].
- Кильмайер, Вильгельм (89) — немецкий композитор и дирижёр[138].
- Куолялис, Юозас (87) — советский литовский партийный и государственный деятель, секретарь ЦК компартии Литвы (на платформе КПСС) (1990—1991)[139].
- Лэк, Фределл (95) — американская скрипачка[140].
- Мистраль, Нати (88) — испанская актриса и певица[141].
- Самцова, Ярмила (77) — словацкая переводчица художественной прозы, председатель Словацкой ассоциации переводчиков художественной литературы (1992—1997), шеф-редактор литературного журнала «Обзор мировой литературы» (1995—2017)[142].
- Турчин, Николай Павлович (69) — украинский фотограф[143].
- Уильямс, Гордон (83) — британский писатель[144].
- Федосеев, Иван Сергеевич (68) — советский и российский музыковед, доктор искусствоведения, профессор кафедры истории зарубежной музыки Санкт-Петербургской государственной консерватории имени Н. А. Римского-Корсакова[145].
- Хильшер, Марго (97) — немецкая певица и актриса[146][147].
- Чолаков, Величко (35) — болгарский тяжелоатлет, тренер, бронзовый призёр летних Олимпийских игр в Афинах (2004)[148].
- Чубрич, Радош (84) — югославский велосипедист (шоссе), участник Летних Олимпийских игр в Мюнхене, отец велосипедистов Райко и Радиши Чубричей[149].

## 19 августа

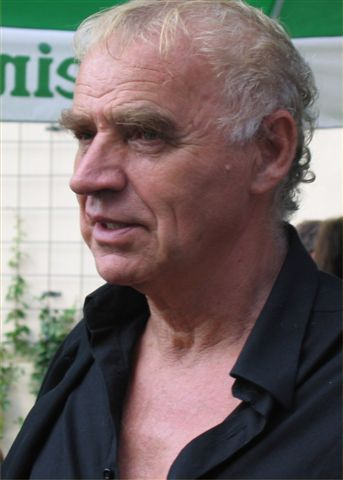
Януш Гловацкий

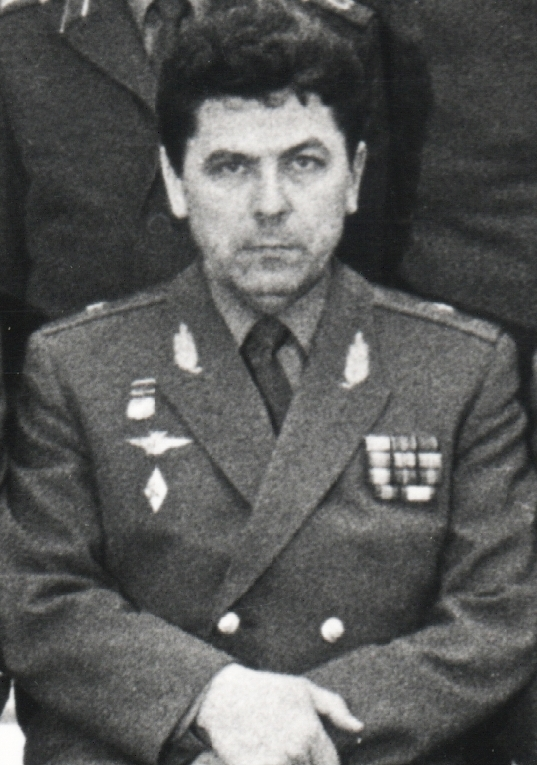
Пётр Дейнекин

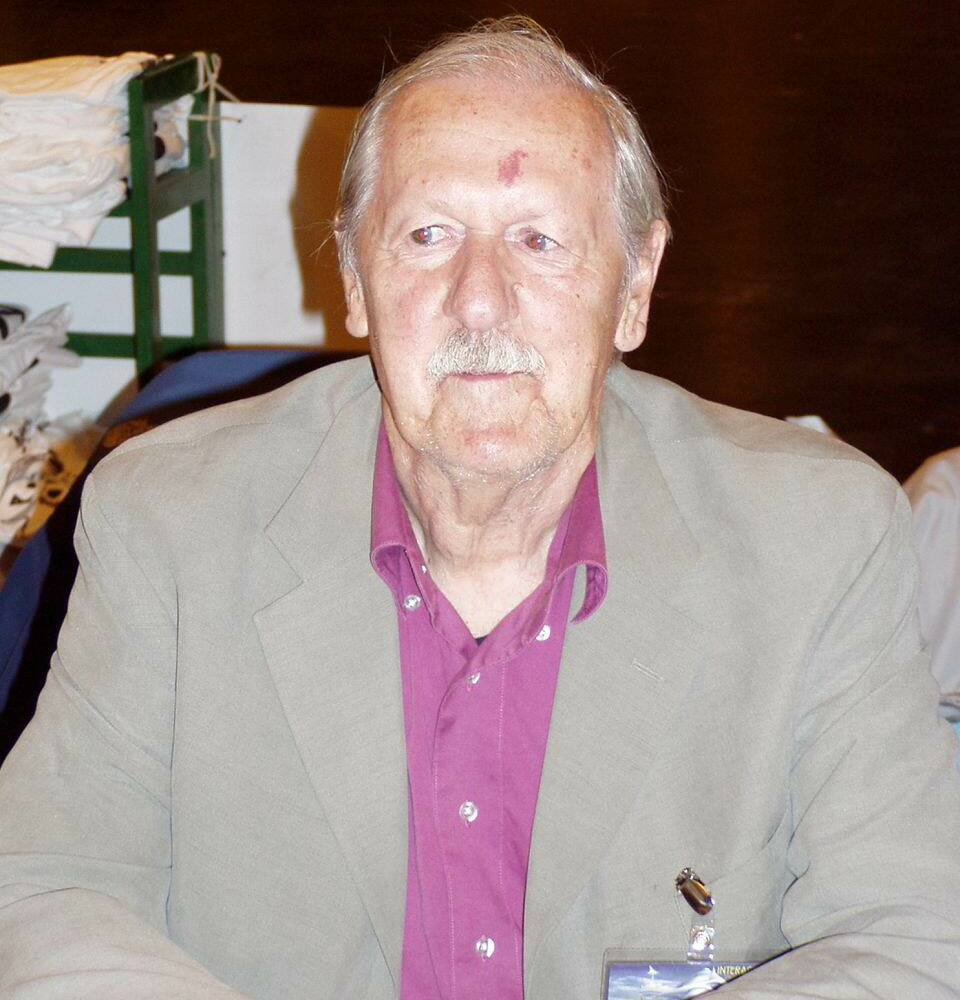
Брайан Олдисс

- Бентли, Чарльз (87) — американский гляциолог и географ, в честь которого названа впадина Бентли в Антарктиде[150].
- Вальдес Миранда, Конча (89) — кубинский композитор[151].
- Гец, Карл Отто (103) — германский художник .
- Гловацкий, Януш (78) — польский писатель[152].
- Грегори, Дик (84) — американский актёр, общественный деятель, писатель, комик[153].
- Дейнекин, Пётр Степанович (79) — советский и российский военачальник, главнокомандующий ВВС СССР (1991—1992), главнокомандующий ВВС ОВС СНГ (1992), главнокомандующий ВВС России (1992—1998), генерал армии, Герой Российской Федерации (1997)[154].
- Диалло, Салиф (60) — буркинийский политик, председатель Национальной ассамблеи Буркина-Фасо[155].
- Исаков, Валерий Трофимович (81) — советский и российский актёр, кинорежиссёр и сценарист, лауреат Государственной премии УССР имени Т. Г. Шевченко (1975)[156].
- Кассари, Марио Роберто (73) — итальянский прелат и ватиканский дипломат, титулярный архиепископ Триентума (с 1999 года), апостольский нунций на Мальте (2015—2017)[157].
- Копьёв, Михаил Васильевич (70) — советский и российский живописец, график, театральный художник[158].
- Краснобородкина, Мария Давыдовна (95) — советская и российская художница[159].
- Олдисс, Брайан (92) — британский писатель-фантаст[160].
- Уэйн, Би (100) — американская певица[161].
- Фере, Жерар (76) — французский химик, лауреат Золотой медали Национального центра научных исследований (2010), почётный профессор МГУ (2014)[162].

## 18 августа

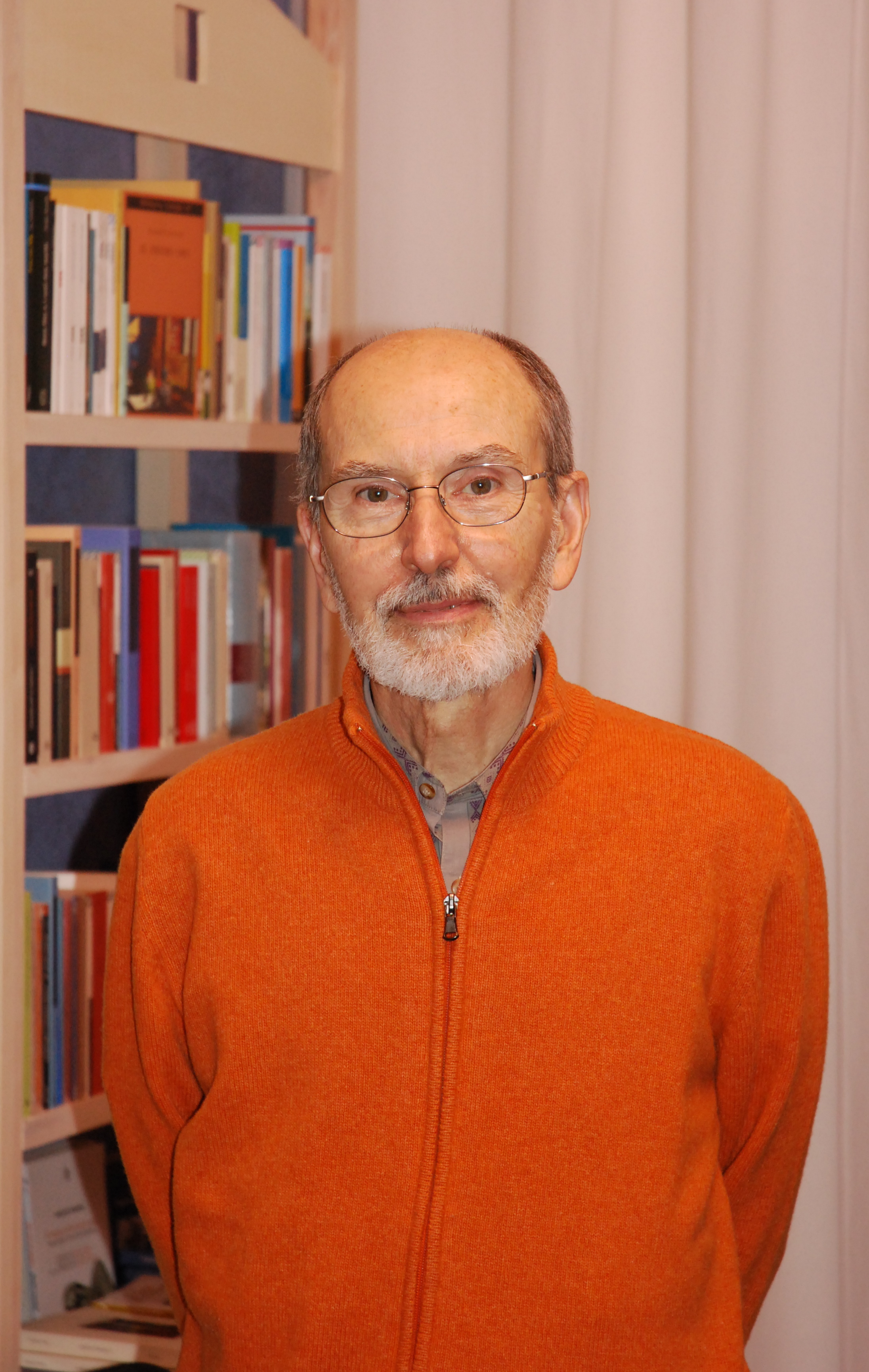
Серджио Занибони

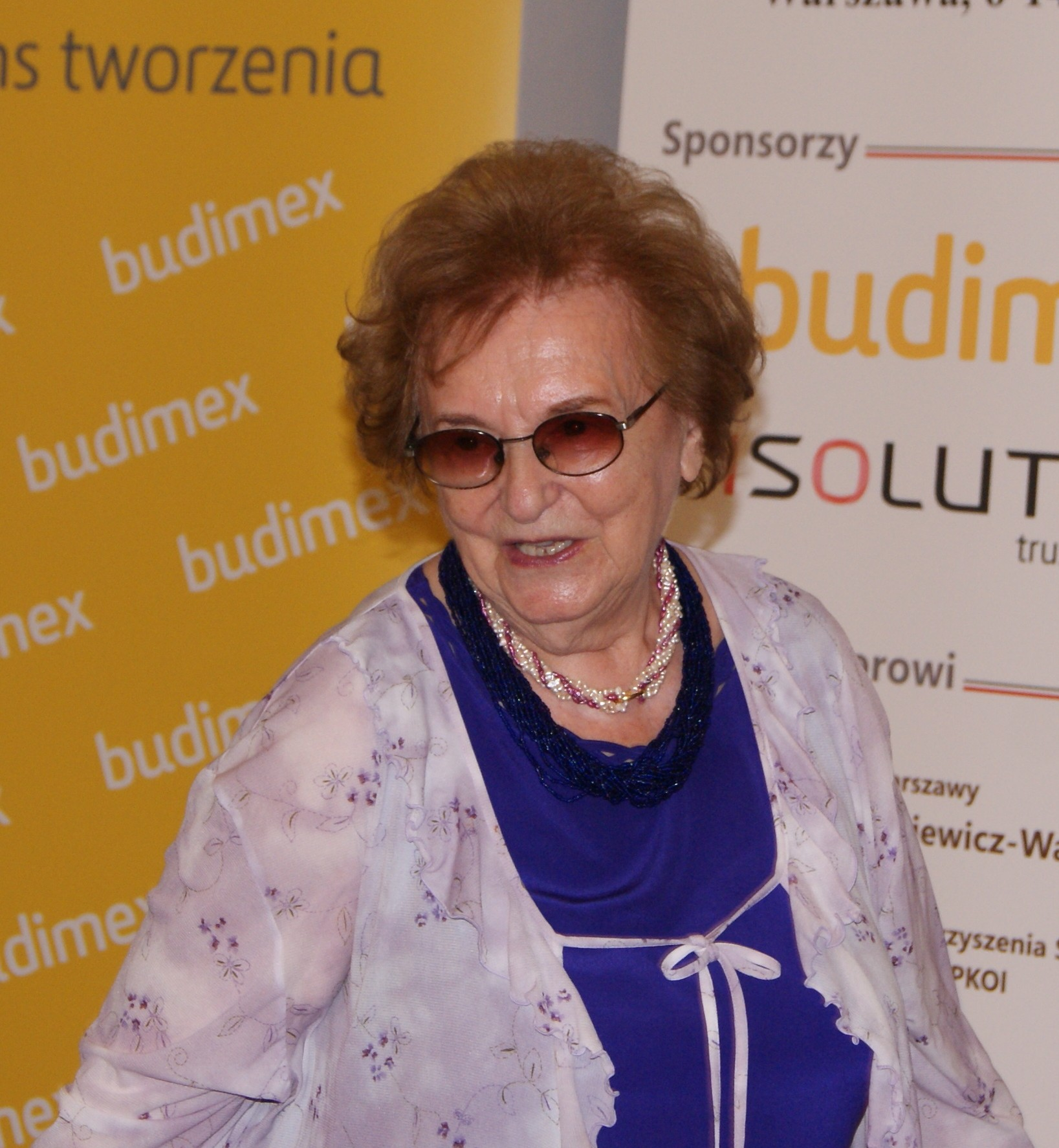
Мирослава Литманович

- Азпири, Альфонсо (70) — испанский художник-иллюстратор[163].
- Алая, Пертти (65) — финский футболист и спортивный функционер, президент Футбольной ассоциации Финляндии (с 2012 года)[164].
- Александров, Игорь Александрович (85) — советский и российский математик, член-корреспондент РАО (1993)[165].
- Берджесс, Санни (88) — американский гитарист, певец и автор песен[166].
- Виттих, Владимир Андреевич (77) — советский и российский учёный, директор Института проблем управления сложными системами Российской академии наук (ИПУСС РАН), джазовый музыкант[167].
- Глебовицкий, Виктор Андреевич (82) — советский и российский геолог и петрограф, член-корреспондент РАН (1991)[168].
- Гриффит, Робин (78) — британский актёр[169].
- Занибони, Серджио (80) — итальянский писатель и художник[170].
- Кутузов, Анатолий Константинович (66) — советский и российский военный-экономист[171].
- Лавер, Георгий Михайлович (94) — советский футболист («Динамо» Киев, «Спартак» Ужгород) (похороны состоялись в этот день)[172].
- Ласкари, Зои (75) — греческая актриса[173].
- Литманович, Мирослава (88) — польская шахматистка, международный мастер (1967) среди женщин, жена Владислава Литмановича[174].
- Мошшоци, Ливия (81) — венгерская спортсменка и тренер (настольный теннис), жена Ласло Банхедьи[175].
- Панкин, Вячеслав Кириллович (82) — советский работник правоохранительных органов, начальник Главного управления уголовного розыска МВД СССР (1987—1989), генерал-лейтенант милиции в отставке[176].
- Сарчемлидзе, Гиви (87) — советский и грузинский театральный режиссёр и актёр театра и кино, педагог, президент Союза кукольных театров Грузии, заслуженный деятель искусств Грузии[177].
- Финкельштейн, Артур (72) — американский политтехнолог [detaly.co.il/skonchalsya-znamenityj-polittehnolog-artur-finkelshtejn/].
- Форсайт, Брюс (89) — британский ведущий телевизионных шоу-программ[178].
- Шебалов, Валерий Иванович (72) — советский и российский камерный певец и режиссёр, солист Амурской областной филармонии, заслуженный артист Российской Федерации[179].

## 17 августа

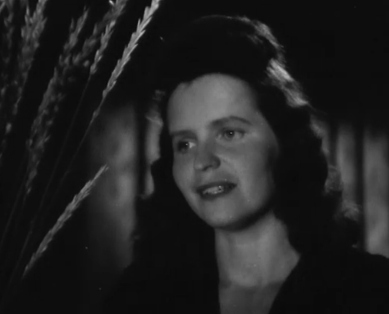
Сиркка Селья

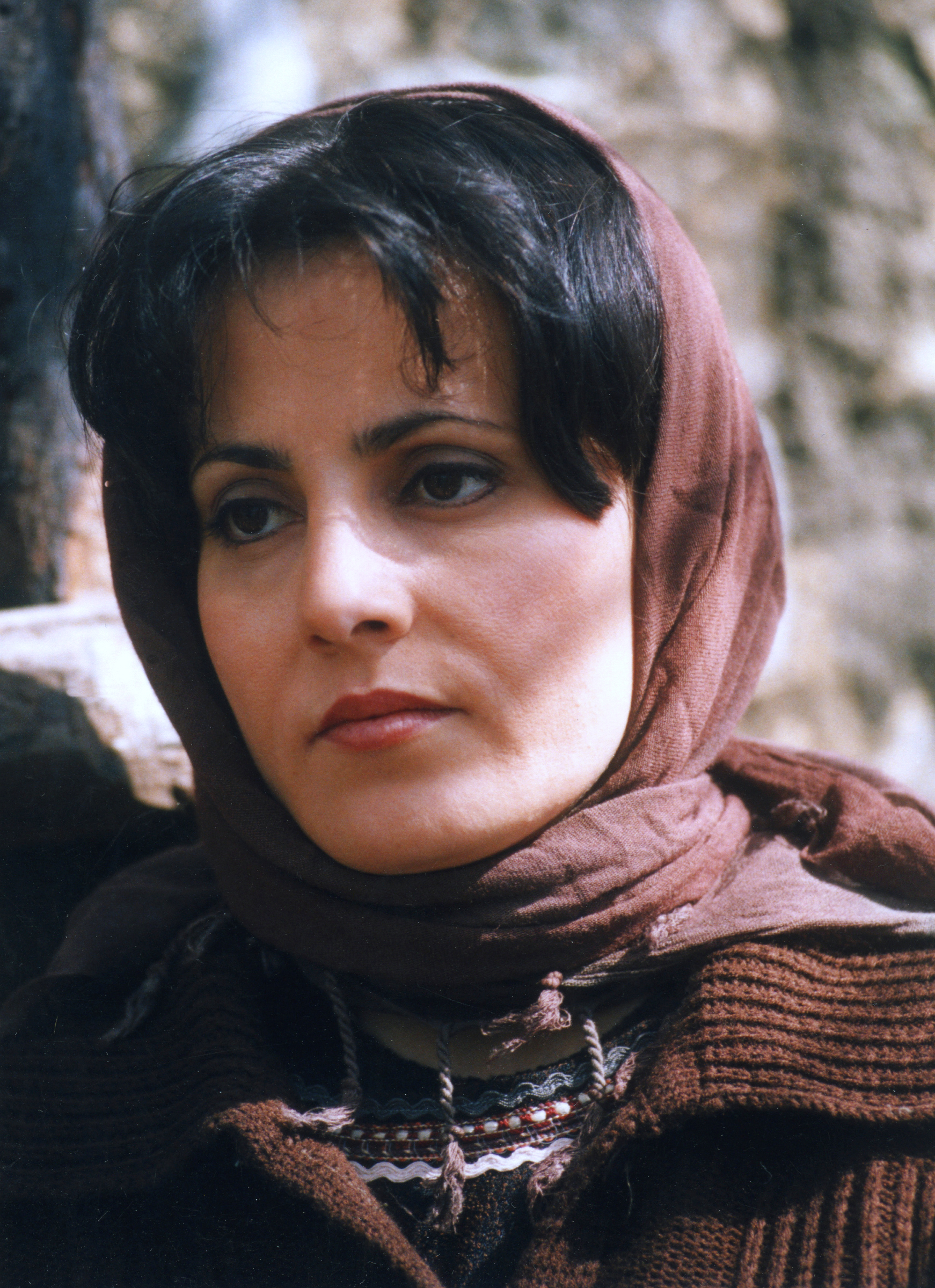
Фадва Солиман

- Бернвальд, Арнольд Романович (80) — советский и российский учёный, ректор Сибирского университета потребительской кооперации (1986—2011)[180]
- Искендеров, Гаджимурад Абдуллаевич (77) — советский и российский дагестанский историк-кавказовед, доктор исторических наук, профессор[181].
- Лелифельд, Ян (61) — нидерландский фолк-певец[182].
- Лэндэм, Сонни (76) — американский актёр, политический деятель[183].
- Макдональд, Паркер (84) — канадский хоккеист и тренер («Бостон Брюинз», «Детройт Ред Уингз», «Миннесота Норт Старз», «Нью-Йорк Рейнджерс», «Торонто Мейпл Лифс»)[184].
- Ндеру, Джон (71) — кенийский боксёр, чемпион Африки[185].
- Радович, Корвин (85) — румынский шахматист[186].
- Селья, Сиркка (97) — финская поэтесса[187].
- Сильвино, Пауло (78) — бразильский киноактёр[188].
- Соколов, Александр Сергеевич (78) — советский футболист, вратарь («Крылья Советов»), мастер спорта СССР[189].
- Солиман, Фадва (47) — сирийская актриса кино, телевидения и озвучивания, общественный деятель, диссидент[190].
- Щипаков, Дмитрий Павлович — советский и российский писатель[191].

## 16 августа

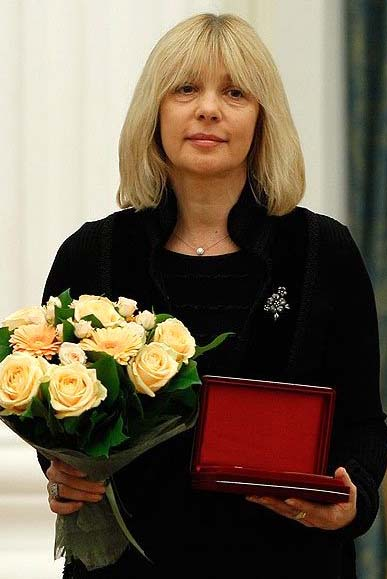
Вера Глаголева

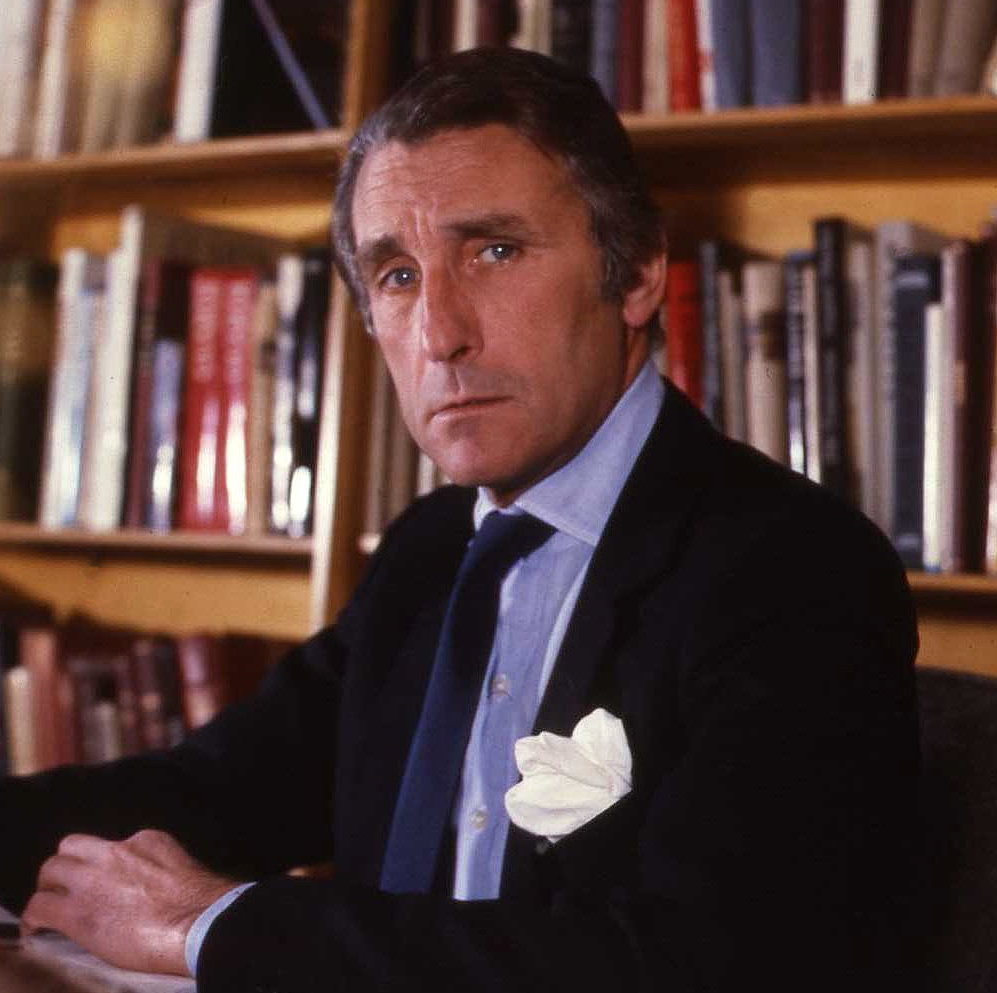
Дэвид Роберт Сомерсет, 11-й герцог Бофорт

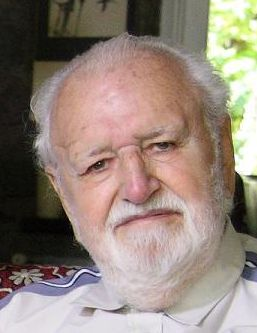
Висенте Сота

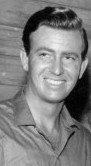
Джон Шеподд

- Аль Сауд, Бандар бен Фах бен Саад бен Абдель Рахман (91) — принц Саудовской Аравии[192].
- Глаголева, Вера Витальевна (61) — советская и российская актриса театра и кино, кинорежиссёр, сценарист и продюсер, народная артистка России (2011)[193].
- Головко, Кира Николаевна (98) — советская и российская актриса, педагог, артистка МХАТа, народная артистка РСФСР (1957), лауреат Сталинской премии (1947), вдова адмирала флота Арсения Головко[194].
- Дэвид Роберт Сомерсет, 11-й герцог Бофорт (89) — британский пэр, герцог Бофорт (c 1984 года)[195].
- Заградник, Освальд (84) — словацкий писатель, драматург, председатель правления Союза театральных деятелей Словакии[196].
- Лихтфельд, Нони (88) — нидерландская писательница и иллюстратор[197].
- Сота, Висенте (93) — чилийский политический деятель, председатель Палаты депутатов Чили (1994—1995)[198].
- Троянов, Михаил Федотович (85) — советский и российский физик, директор Физико-энергетического института (1987—1992), лауреат Ленинской премии и Государственной премии СССР, заслуженный деятель науки и техники Российской Федерации (1994)[199].
- Уокер-Мэдор, Джо (93) — исполнительный директор CMA (1962—1991)[200].
- Фумаи, Кьяра (39) — итальянская художница и феминистка[201].
- Хокинс, Том (80) — американский профессиональный баскетболист и спортивный комментатор[202].
- Чернов, Андрей Александрович (51) — один из первопроходцев Интернета в России, программист и Unix-администратор, автор кодировки KOI8-R[203].
- Шеподд, Джон (89) — американский актёр[204].

## 15 августа

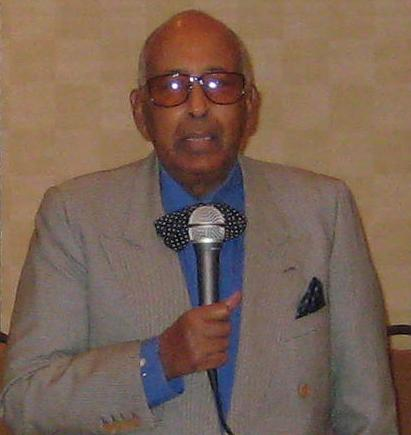
Абдирахман Джама Барре

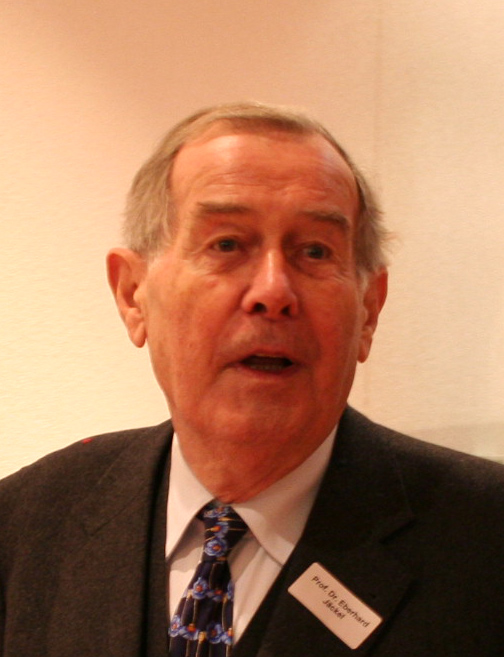
Эберхард Еккель

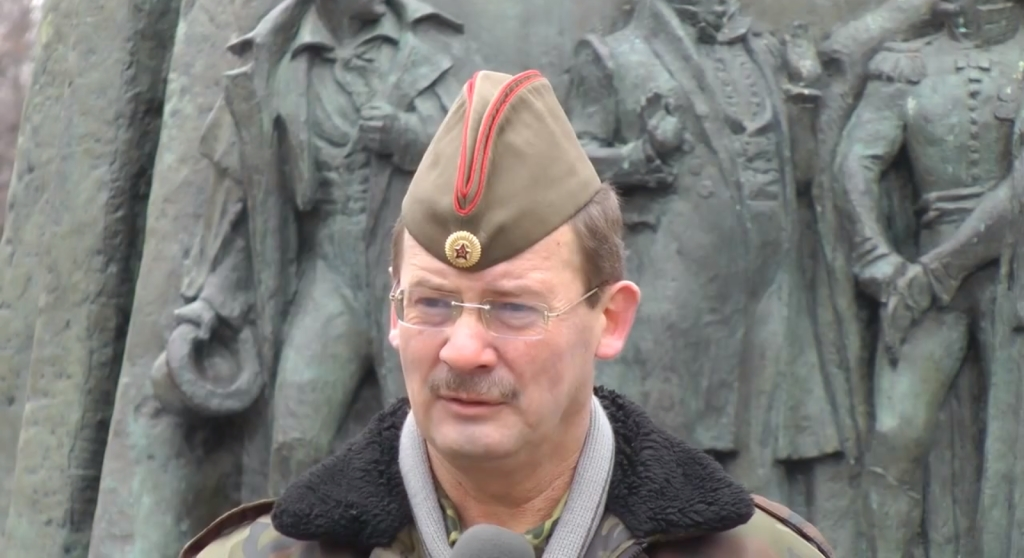
Станислав Терехов

- Абдирахман Джама Барре (83) — сомалийский государственный деятель, первый вице-премьер Сомали и министр финансов (1987—1991), министр иностранных дел (1977—1987, 1989—1990)[205].
- Биркертс, Гунарс (92) — американский архитектор латвийского происхождения[206].
- Вулдридж, Стивен (39) — австралийский велогонщик, чемпион летних Олимпийских игр в Афинах (2004), четырёхкратный чемпион мира (2002, 2003, 2004, 2006)[207].
- Григорьев, Владимир (85) — бельгийский учёный-популяризатор и поэт[208].
- Депуссе, Мари (81) — французская писательница[209].
- Егоров, Павел Григорьевич (69) — советский и российский пианист, профессор Санкт-Петербургской консерватории им. Римского-Корсакова, народный артист Российской Федерации (2007)[210].
- Еккель, Эберхард (88) — немецкий историк, исследователь Третьего рейха[211].
- Монсиньи, Жаклин (86) — французская актриса и сценарист[212].
- Пирсон, Диана (85) — британская писательница и редактор[213].
- Рассадин, Валентин Иванович (77) — советский и российский тюрколог, исследователь тофаларского языка и разработчик тофаларского и сойотского алфавитов, доктор филологических наук, профессор, заслуженный деятель науки РСФСР (1990)[214].
- Терехов, Станислав Николаевич (61) — российский политический и общественный деятель, председатель организации «Союз офицеров», подполковник в отставке[215].
- Чжу Цзяньэр (94) — китайский композитор[216].
- Шанмугасундарам (77) — индийский киноактёр[217].
- Щербинина, Светлана Ивановна (87) — советский и российский художник-монументалист [?].

## 14 августа

Владислав Дьяконов

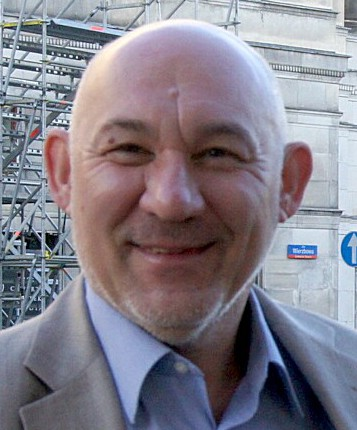
Анджей Блюменфельд

- Аскеров, Аскер (69) — азербайджанский художник[218].
- Барабанов, Андрей Евгеньевич (62) — российский математик[219].
- Бильчук, Тарас Николаевич (56) — украинский художник[220].
- Блюменфельд, Анджей (66) — польский актёр[221].
- Бутрехин, Николай Павлович (88) — советский и российский актёр театра и кино, артист Тверского академического театра драмы (с 1969 года), заслуженный артист РСФСР (1978)[222].
- Воловик, Виталий Иванович (80) — советский и украинский писатель и государственный деятель[223].
- Гвенцадзе, Роман Леоевич (72) — грузинский государственный деятель, министр внутренних дел Грузии (1992)[224].
- Дьяконов, Владислав Дмитриевич (89) — советский и российский организатор авиационного производства, директор Уфимского моторостроительного завода (1977—1978), генеральный директор Уфимского моторостроительного производственного объединения (1978—1986), Герой Социалистического Труда (1980)[225].
- Ескалиев, Азидолла (83) — советский и казахский домбрист[226].
- Ефимов, Валерий Николаевич (73) — советский и российский художник, заслуженный художник Российской Федерации[227].
- Игнер, Бенард (72) — американский джазовый певец, музыкант, композитор и продюсер[228].
- Ланге, Отто (89) — немецкий ботаник, лауреат Премии Бальцана (1988)[229].
- Оводов, Николай Дмитриевич (77) — советский и российский палеонтолог и спелеолог, кандидат биологических наук (1979)[230].
- Овтов, Александр Григорьевич (87) — советский партийный и государственный деятель, заместитель, первый заместитель председателя Пензенского облисполкома (1981—1991), Герой Социалистического Труда (1973)[231].
- Озанян, Нубар (60 или 61) — турецкий революционер, член маоистской партии ТКП/МЛ; погиб в битве за Эр-Ракку[232].
- Саати, Томас (91) — американский математик[233].
- Тарханов, Андрей Семёнович (80) — советский и российский мансийский поэт[234].
- Фалахатинежад, Мохаммад (41) — иранский тяжелоатлет, победитель чемпионата мира в Ванкувере (2003)[235],
- Фефелов, Владимир Васильевич (66) — советский и российский архитектор, главный архитектор Новосибирска (2009—2016)[236].
- Хохотва, Семён Васильевич (87) — тракторист колхоза имени Горького Гуляйпольского района Запорожской области, полный кавалер ордена Трудовой Славы[237].
- Янси, Роберт (39) — американский музыкант[238].

## 13 августа

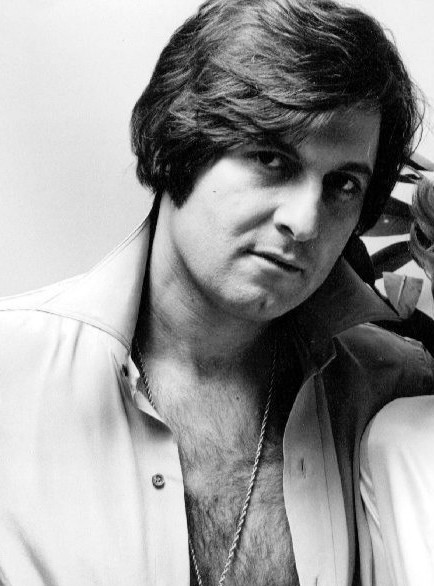
Джозеф Болонья

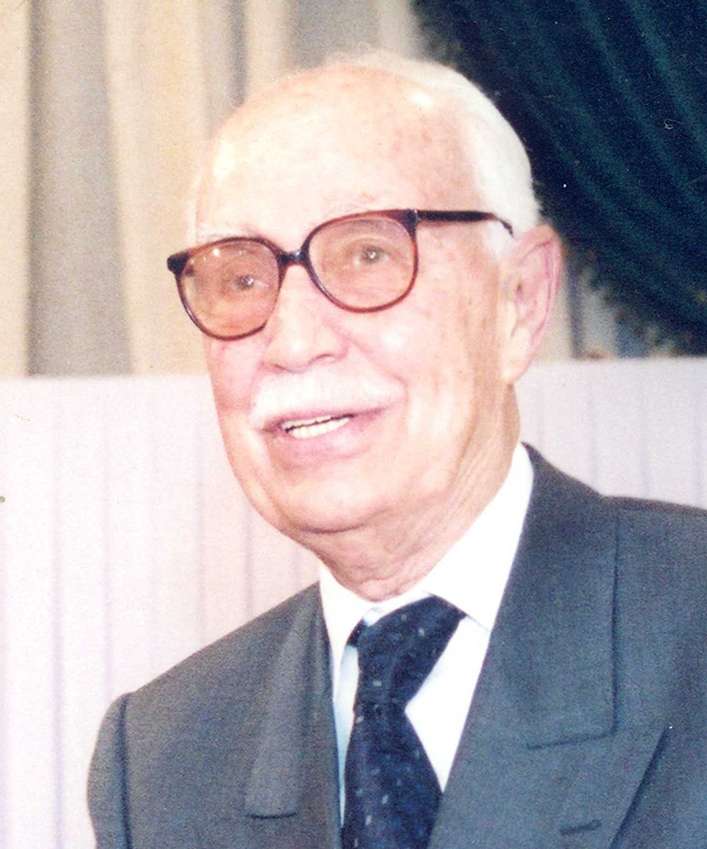
Абделькарим Галлаб

- Аун Шве (99) — мьянмский политический и военный деятель, председатель Национальной лиги за демократию (1991—2010)[239].
- Болонья, Джозеф (82) — американский актёр и сценарист[240].
- Витько, Кирилл Владимирович (41) — российский театральный актёр и режиссёр, актёр и режиссёр театра «Галёрка» (с 2008 года)[241].
- Галлаб, Абделькарим (97) — марокканский политический журналист и писатель[242].
- Ефтимов, Панде (85) — болгарский и македонский писатель и публицист, защитник прав болгарской диаспоры в Македонии[243].
- Мартин Патино, Басилио (86) — испанский кинорежиссёр-документалист[244].
- Мантис, Ник (81) — американский баскетболист[245].
- Молли, Эстела (73) — аргентинская актриса[246].
- Нечаев, Виктор Васильевич (91) — советский и казахский нефтяник, геолог[247].
- Пембертон, Виктор (85) — британский писатель и телевизионный продюсер[248].
- Фейзуллаев, Мардан Ахмедия оглы (58) — азербайджанский и российский театральный режиссёр, заслуженный артист Азербайджана (2011)[249].
- Юрчишин, Владимир Васильевич (92) — советский и украинский экономист-аграрник, иностранный член РАН (2014, член-корреспондент ВАСХНИЛ с 1975), академик Национальной академии аграрных наук Украины (1990)[250].

## 12 августа

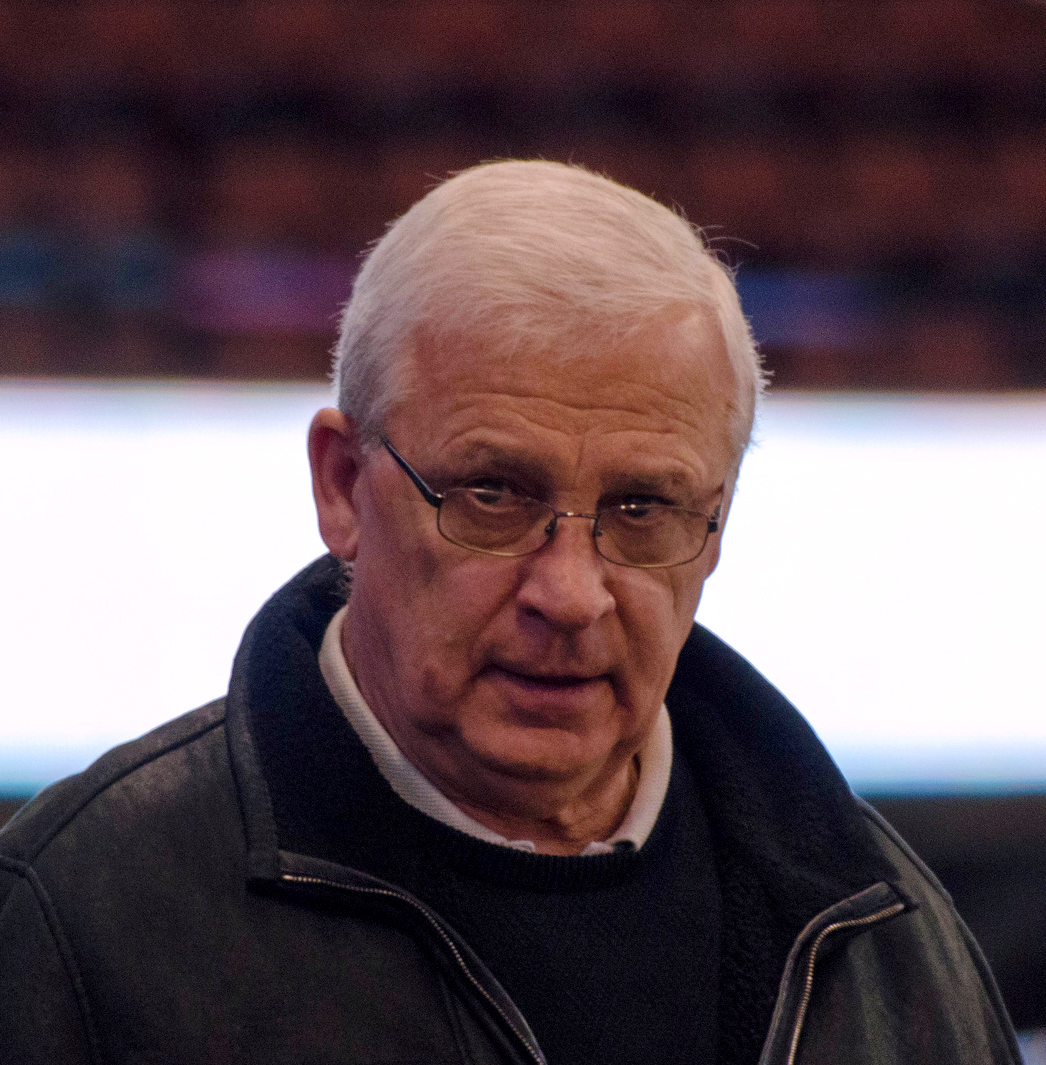
Брайан Мюррей

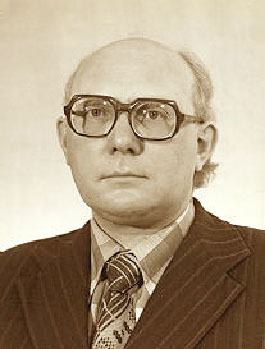
Олег Тиунов

- Аваева, Светлана Михайловна (90) — советский и российский химик, специалист в области химии белка. Лауреат Государственной премии СССР (1984) [?].
- Ибрахим, Фатима Ахмед (84) — суданская писательница и общественный деятель, председатель Международной демократической федерации женщин (1991—1994)[251].
- Муштаков, Вячеслав Михайлович (78) — советский и российский футбольный менеджер, президент клуба «Факел» (Воронеж) (1989—1998) (о смерти стало известно в этот день)[252].
- Мюррей, Брайан (74) — канадский хоккейный тренер и менеджер[253].
- Ослинг, Нильс (89) — шведский государственный деятель, министр промышленности (1976—1978, 1979—1982)[254].
- Павлик, Иво (84) — чешский композитор и музыкант[255].
- Постелнику, Тудор (85) — румынский государственный деятель, глава Секуритате (1978—1987), министр внутренних дел Румынии (1987—1989)[256].
- Смирнов, Виктор Фёдорович (72) — советский и российский актёр театра и кино, народный артист Российской Федерации (1992)[257].
- Тиунов, Олег Иванович (79) — советский и российский правовед, судья Конституционного Суда Российской Федерации (1991—2003), доктор юридических наук, профессор, заслуженный деятель науки Российской Федерации (1997), заслуженный юрист Российской Федерации (2003)[258].
- Фёдоров, Лев Александрович (81) — советский и российский химик, основатель и руководитель союза «За химическую безопасность»[259].
- Хебел, Здравко (74) — югославский ватерполист, чемпион летних Олимпийских игр в Мехико (1968)[260].

## 11 августа

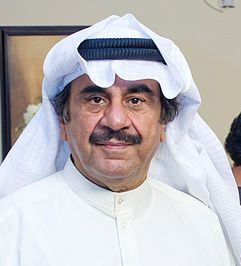
Абдулхуссейн Абдулредха

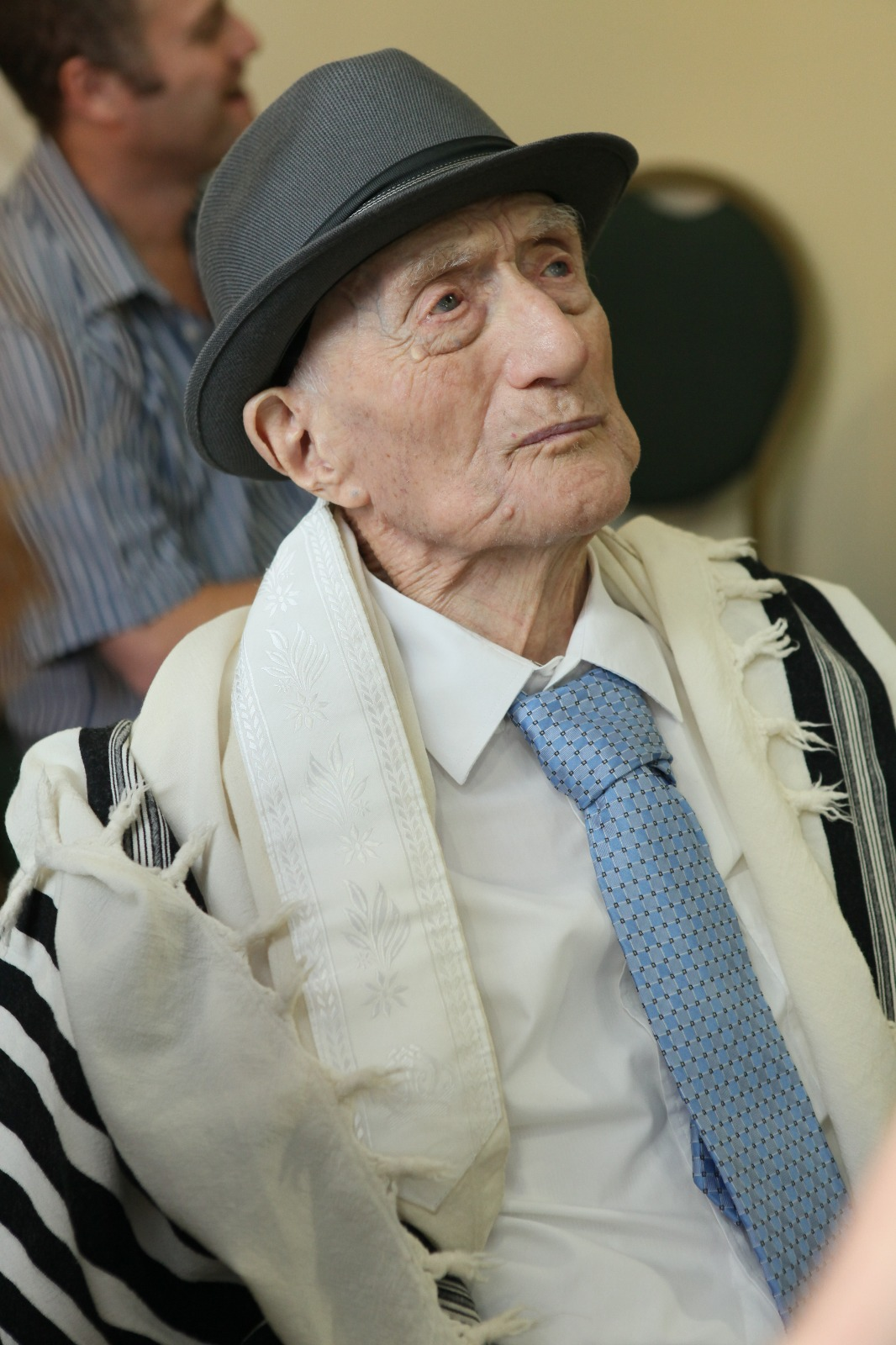
Исраэль Криштал

- Абдулредха, Абдулхуссейн (78) — кувейтский актёр и писатель[261].
- Бакнор, Сеган (71) — нигерийский музыкант[262].
- Бюргер, Петер (80) — немецкий филолог, историк и социолог новейшей литературы и искусства[263].
- Гордон, Ричард (95) — британский врач и писатель[264].
- Дадыкин, Сергей Николаевич (63) — российский пилот, мастер спорта СССР, чемпион мира по самолётному спорту (2008, 2009, 2012); авиакатастрофа[265].
- Еркимбаева, Офелия Шергазиевна (80) — советский и киргизский театральный режиссёр, актриса, переводчик и либреттист, народная артистка Кыргызской Республики[266].
- Криштал, Исраэль (113) — израильский верифицированный долгожитель российского и польского происхождения, старейший на день смерти мужчина Земли (с 2016 года)[267].
- Павес, Тереле (78) — испанская актриса[268].
- Попудренко, Владилен Антонович (81) — советский и украинский театральный актёр, артист Запорожского театра драмы имени Магара, народный артист Украины[269].
- Сторч, Герхард (78) — немецкий палеонтолог, впервые описавший евротамандуа и эоманиса[270].
- Чурчич, Мирослав (55) — югославский и сербский футболист[271].

## 10 августа

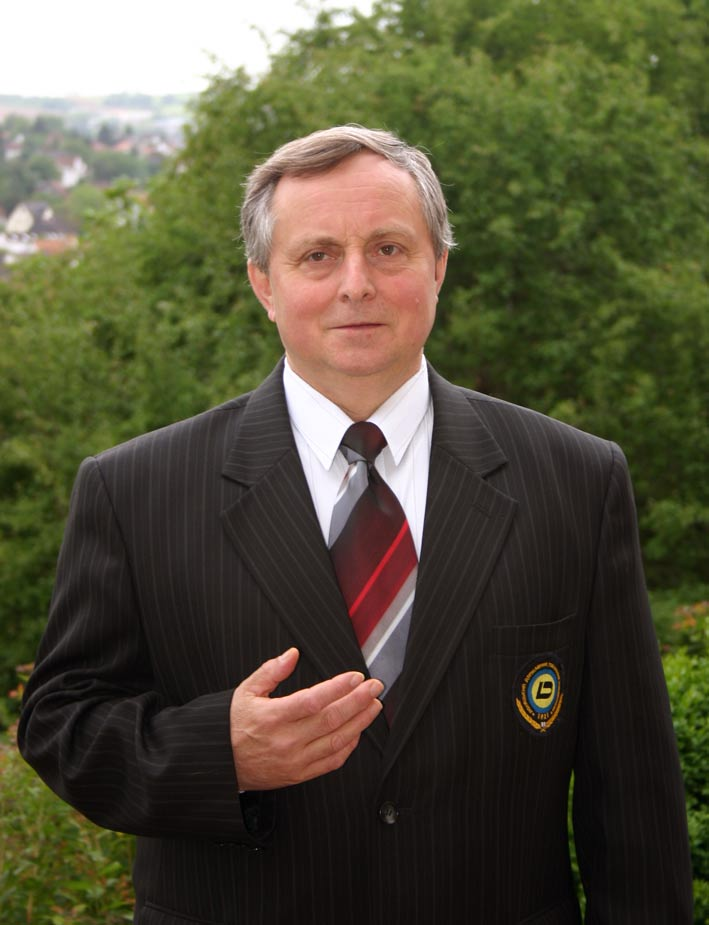
Александр Партфенюк

- Айзентрегер, Алек (90) — германский футболист[272].
- Батя, Рудольф (89) — чехословацкий хоккейный арбитр и спортивный функционер, генеральный секретарь Футбольного союза Чехословакии[273].
- Бенгерель, Хавьер (86) — испанский композитор[274].
- Бендль, Криста (85) — германская актриса[275].
- Галайда, Илья (86) — словацкий и украинский поэт, прозаик[276].
- Делано, Поли (81) — чилийский писатель[277].
- Кубена, Иржи (81) — чешский поэт и историк[278].
- Намбисан, Виджай (54) — индийский поэт, лауреат первого всеиндийского поэтического конкурса (1990)[279].
- Панчал, Ситарам (54) — индийский актёр[280].
- Парфенюк, Александр Сергеевич (70) — советский и украинский учёный и педагог в области химического машиностроения, доктор технических наук, профессор Донецкого национального технического университета[281].
- Проценко, Кирилл Казимирович (49) — украинский художник (о смерти объявлено в этот день)[282].
- Пфау, Рут (87) — немецкая монахиня и врач, посвятившая жизнь борьбе с проказой в Пакистане, лауреат Премии Рамона Магсайсая (2002)[283].
- Рогов, Иосиф Александрович (88) — советский и российский биотехнолог, ректор Московского государственного университета прикладной биотехнологии (1988—2006), академик РАН (2013; академик ВАСХНИЛ с 1988)[284].
- Шурбин, Иван Ильич (90) — советский станкостроитель, слесарь-сборщик Новосибирского завода «Тяжстанкогидропресс» имени А. Е. Ефремова, Герой Социалистического Труда (1966)[285].

## 9 августа

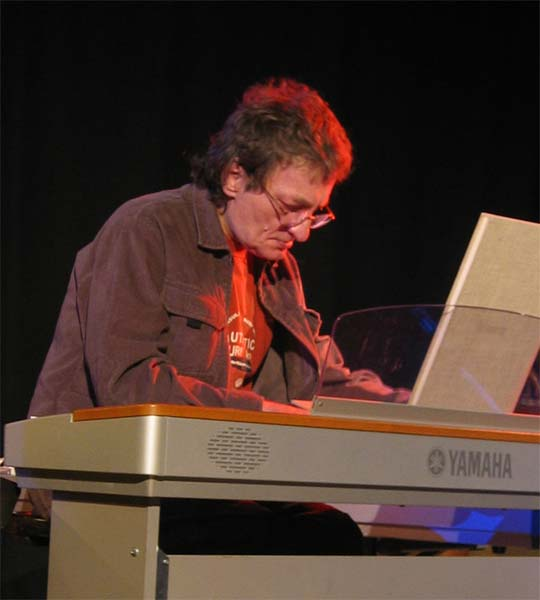
Мариан Варга

- Быстрюков, Иван Петрович (88) — советский государственный деятель, председатель Курского промышленного облисполкома (1962—1964)[286].
- Вандом, Жан (87) — французский ювелир[287].
- Варга, Мариан (70) — словацкий композитор и органист[288].
- Джат, Санвар (62) — индийский государственный деятель, министр водных ресурсов (2014—2016)[289].
- Захаров, Пётр Алексеевич (84) — советский и российский якутский скульптор, заслуженный художник Российской Федерации (похороны состоялись в этот день)[290].
- Курбаков, Юрий Петрович (88) — советский и российский передовик производства, бригадир сборщиков-механиков Красногорского завода имени С. А. Зверева, Герой Социалистического Труда (1976)[291].
- Лейс, Малле (77) — советская и эстонская художница[292].
- Миркин, Борис Михайлович (80) — советский и российский эколог, фитоценолог, доктор биологических наук (1975), профессор (1976), Заслуженный деятель науки Российской Федерации (1994), член-корреспондент Академии наук Республики Башкортостан[293].
- Эчегарай, Патрисио (70) — аргентинский политик, деятель коммунистического движения, генеральный секретарь ЦК Коммунистической партии Аргентины (с 1986 года)[294].
- Юргенсон, Айли (86) — эстонская школьница, 8 мая 1946 года взорвавшая временный деревянный памятник советским солдатам в Таллине[295].

## 8 августа

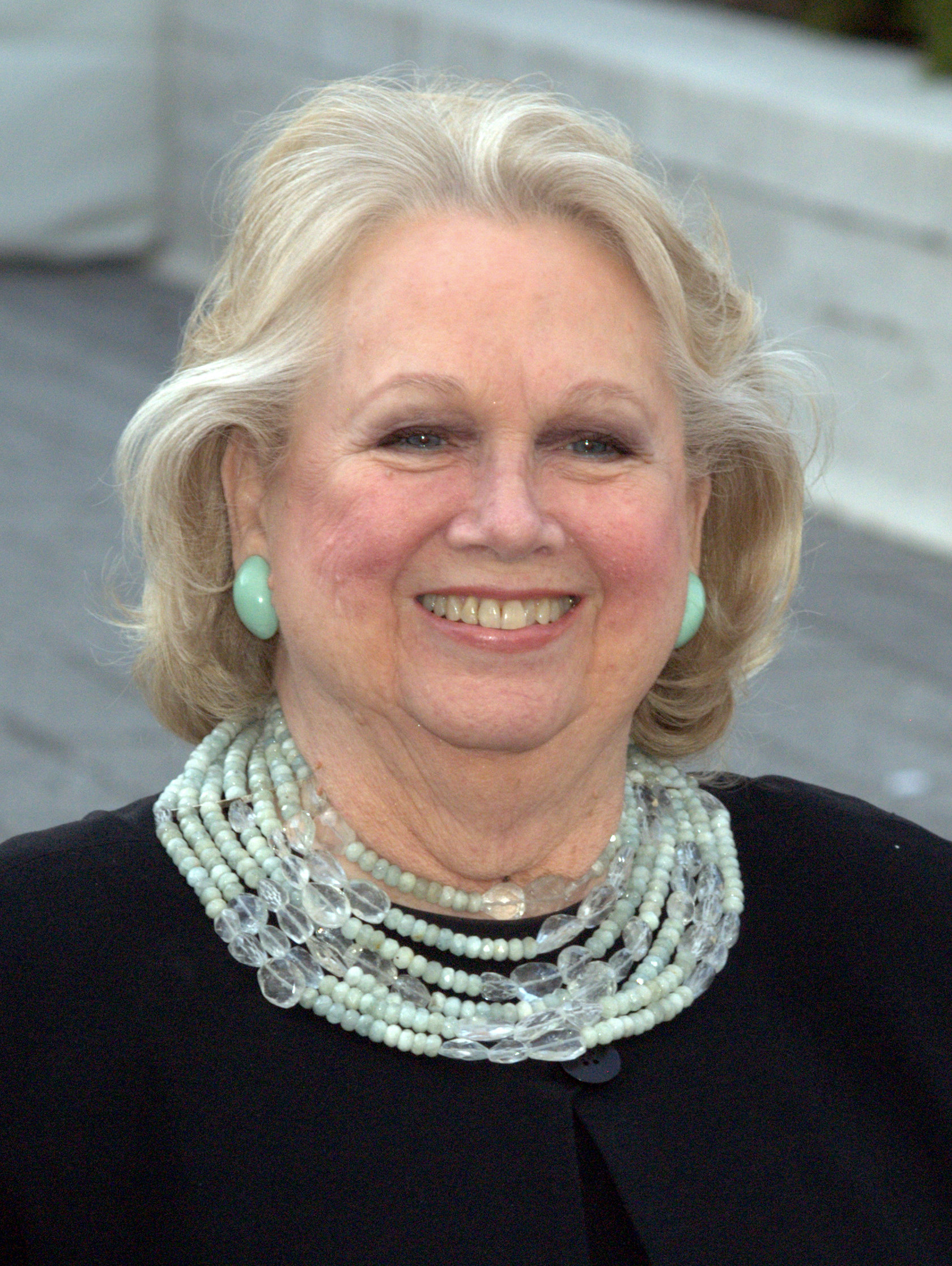
Барбара Кук

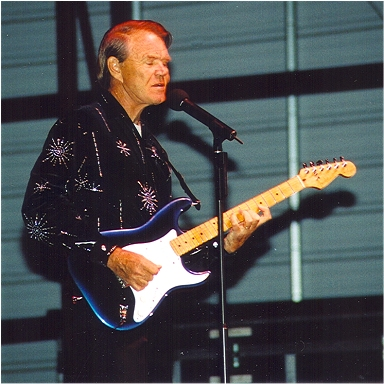
Джон Кэмпбелл

- Аль Сауд, Сальман бен Саад бен Абдалла бен Турки (26) — принц Саудовской Аравии[296].
- Арлета (72) — греческий музыкант[297].
- Берлина, Людмила Михайловна (62) — российский государственный деятель, председатель Законодательного собрания Иркутской области (2008—2015)[298].
- Де При, Макс (92) — американский бизнесмен и писатель[299].
- Джадаун, Тарик (?) — бельгийский исламский террорист иракского происхождения, один из организаторов терактов в Париже в 2015 году и в Брюсселе в 2016; убит[300].
- Джанаева, Дзерасса Тотразовна (84) — советский и российский осетинский кинорежиссёр и организатор кинопроизводства[301].
- Забала, Зени (80) — филиппинская актриса[302].
- Клойд, Уильям (84) — американский архитектор[303].
- Кук, Барбара (89) — американская певица и актриса, обладательница премий «Тони», «Грэмми» и «Драма Деск»[304].
- Кэмпбелл, Глен (81) — американский актёр, певец и гитарист[305].
- Макферсон, Дик (86) — американский футбольный тренер[306].
- Моравец, Кэтлин (94) — канадский математик, президент Американского математического общества (1995—1996)
- Плакидис, Петерис (70) — советский и латвийский композитор, дирижёр, пианист, педагог, народный артист Латвийской ССР[307].
- Риус (83) — мексиканский писатель и художник[308].
- Сен-Бри, Гонзаг (69) — французский писатель и журналист, лауреат премии Интералье (2002); ДТП[309].
- Слободкин, Павел Яковлевич (72) — советский и российский композитор, музыкальный продюсер и педагог, режиссёр, художественный руководитель ВИА «Весёлые ребята», сын виолончелиста Якова Слободкина, народный артист Российской Федерации (1993)[310].
- Соррегьета, Хорхе (89) — аргентинский государственный деятель, министр сельского хозяйства (1979—1981), отец королевы-консорт Нидерландов Максимы[311].
- Халитов, Нияз Хаджиевич (66) — советский и российский татарский архитектор[312].

## 7 августа

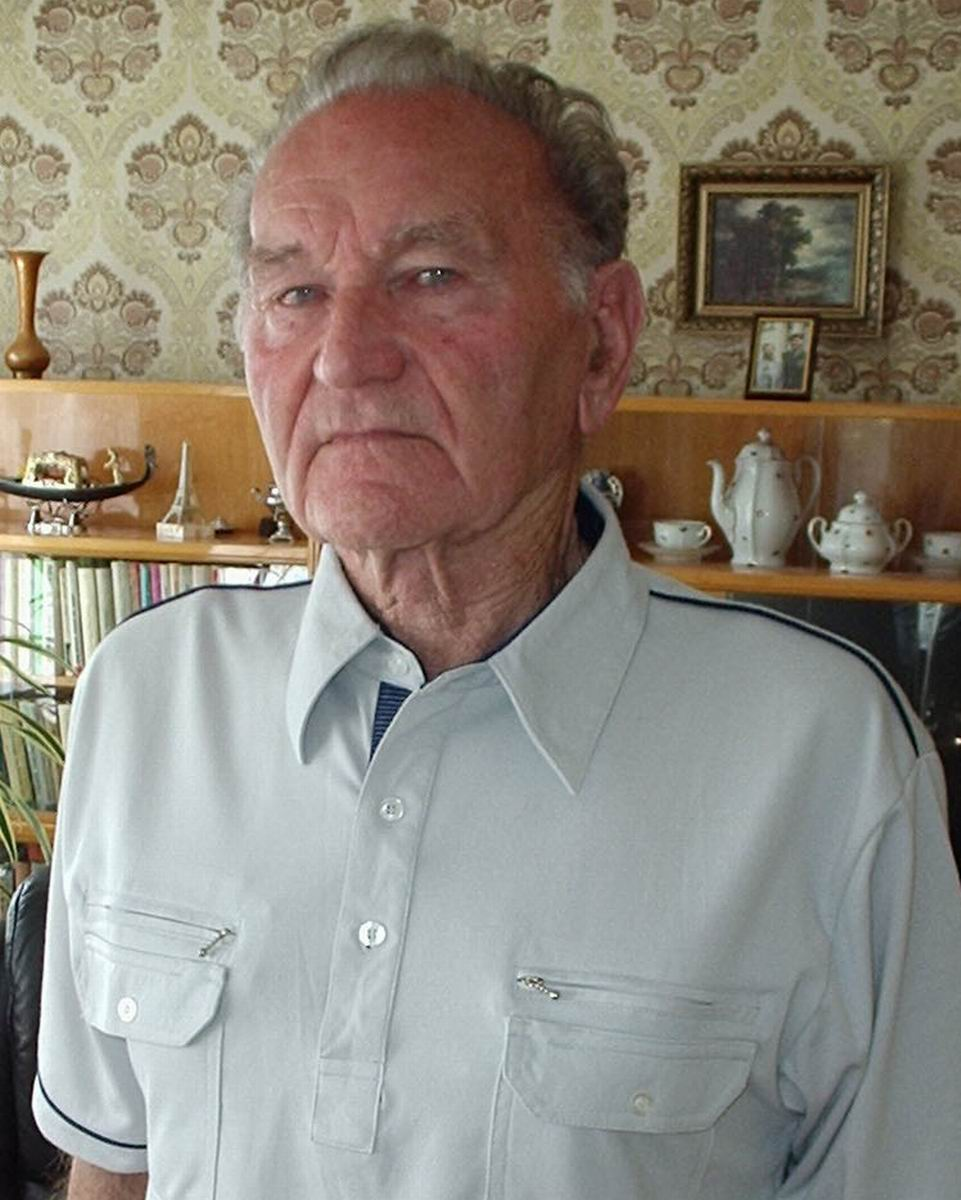
Ярослав Клемеш

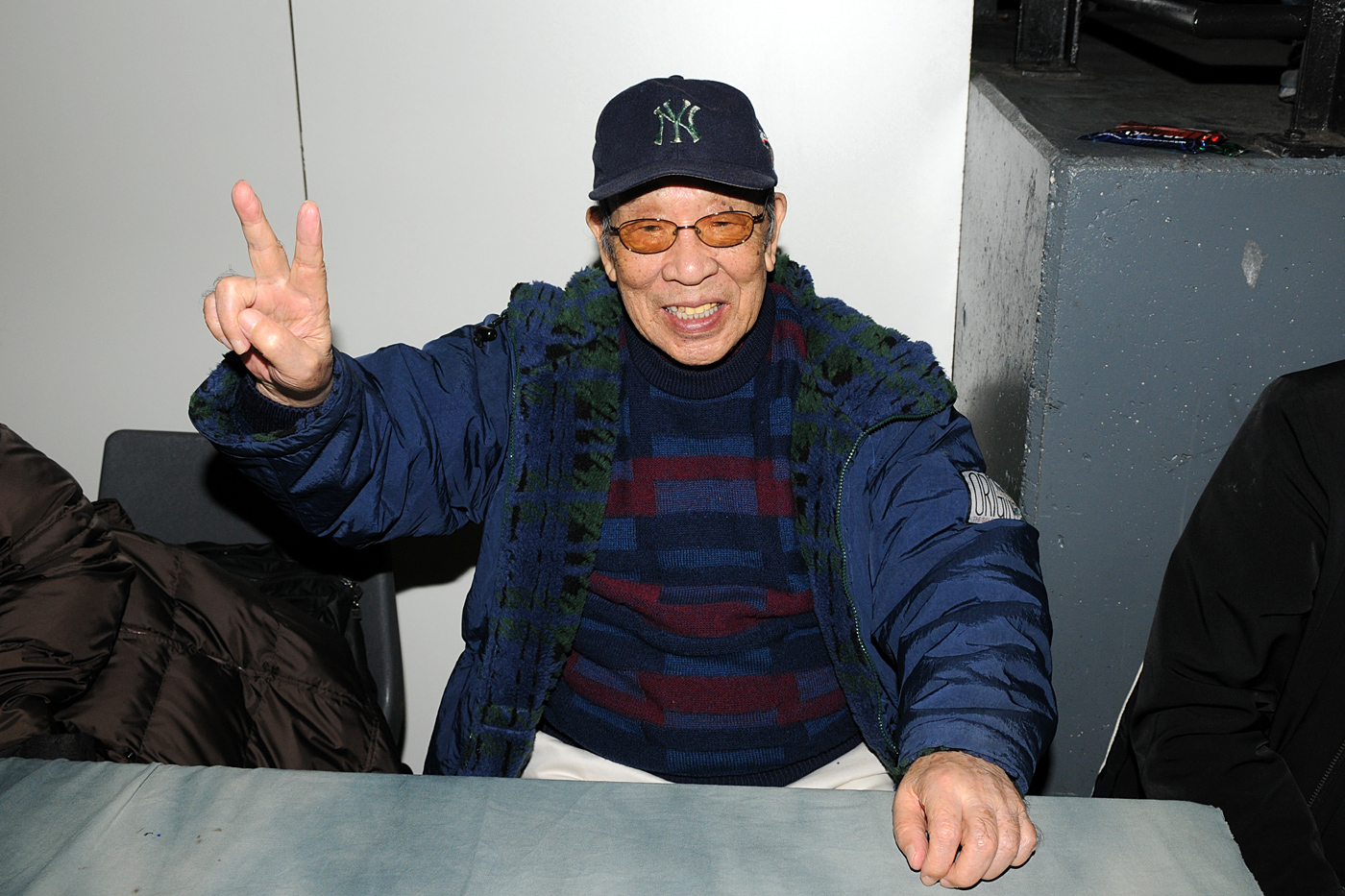
Харуо Накадзимо

- Астраускас, Витаутас Стасевич (86) — советский литовский государственный и партийный деятель, председатель Президиума Верховного Совета Литовской ССР (1987—1990)[313].
- Бейлор, Дон (68) — американский бейсболист и тренер, обладатель Награды Роберто Клементе (1985) и Награды Эдгара Мартинеса (1985, 1986)[314].
- Бертье, Жан-Мари (77) — французский поэт[315].
- Гаргов, Асен (68) — болгарский эстрадный певец и композитор[316].
- Казеев, Константин Ильич (52) — российский журналист-международник, востоковед-иранист, руководитель представительства ТАСС в Тегеране[317].
- Катыс, Георгий Петрович (90) — доктор технических наук, лётчик-космонавт[318].
- Клемеш, Ярослав (95) — чешский военный деятель, генерал-майор, последний из чешских парашютистов, которые в годы Второй мировой войны забрасывались в тыл к немцам, кавалер Ордена Белого льва (2017)[319].
- Кошелев, Андрей Владимирович (56) — советский и российский театральный актёр, артист Сахалинского Чехов-центра, заслуженный артист Российской Федерации (2006)[320].
- Мартинес Наварро, Грегорио (75) — перуанский писатель[321].
- Микадзе, Гоча Сергеевич (51) — советский, грузинский и российский футболист, вратарь, российский футбольный тренер[322].
- Накадзима, Харуо (88) — японский актёр[323].
- Петров, Виктор Дмитриевич (68) — советский и российский киносценарист, лауреат Государственной премии Российской Федерации (2001)[324].
- Соболевский, Зигмунд (94) — польский свидетель Холокоста и общественный деятель, узник Освенцима (1940—1944), борец против отрицателей Холокоста и неонацизма[325].
- Фоссен, Тур Рёсте (77) — норвежский футболист и тренер[326].

## 6 августа

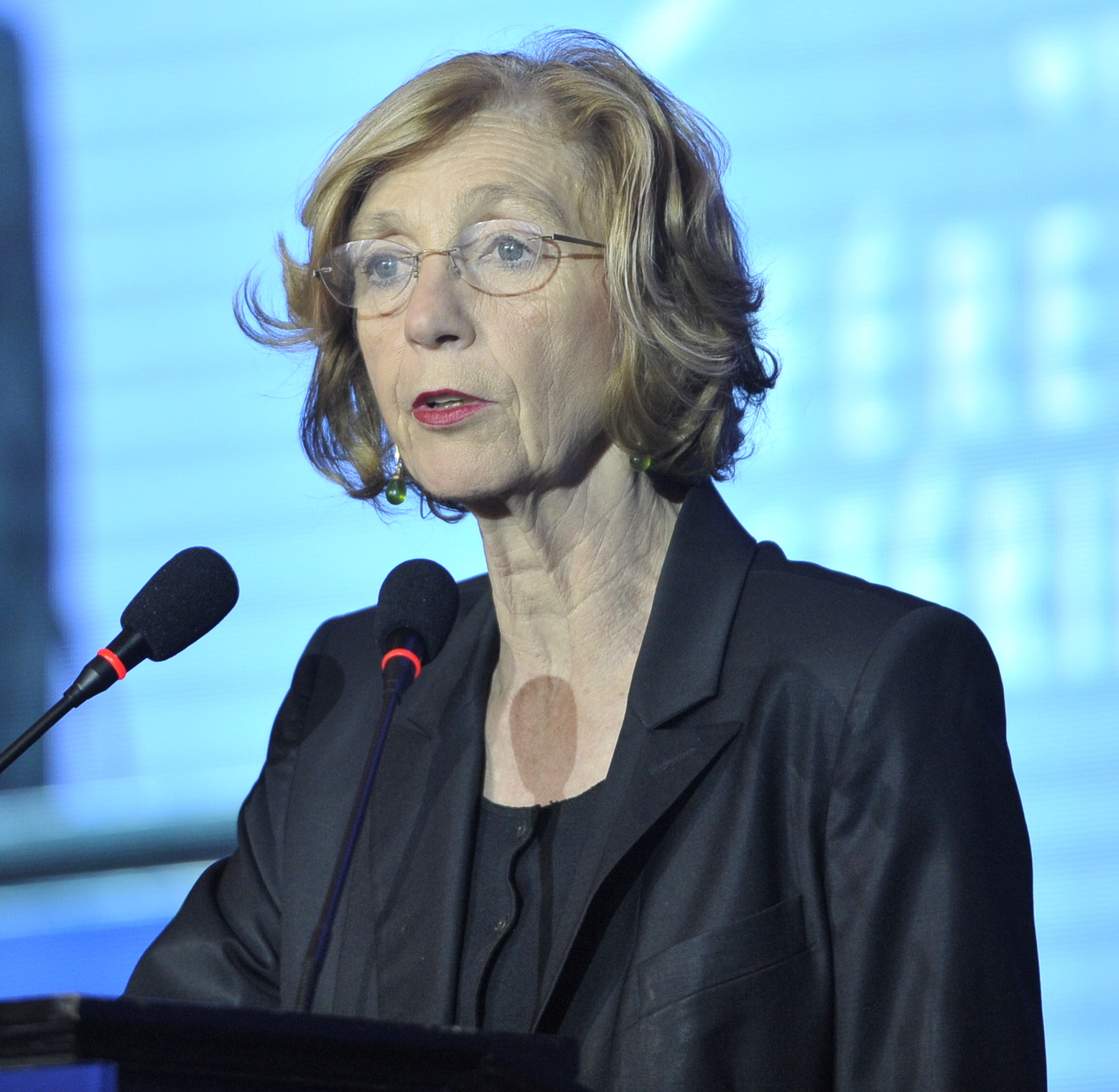
Николь Брик

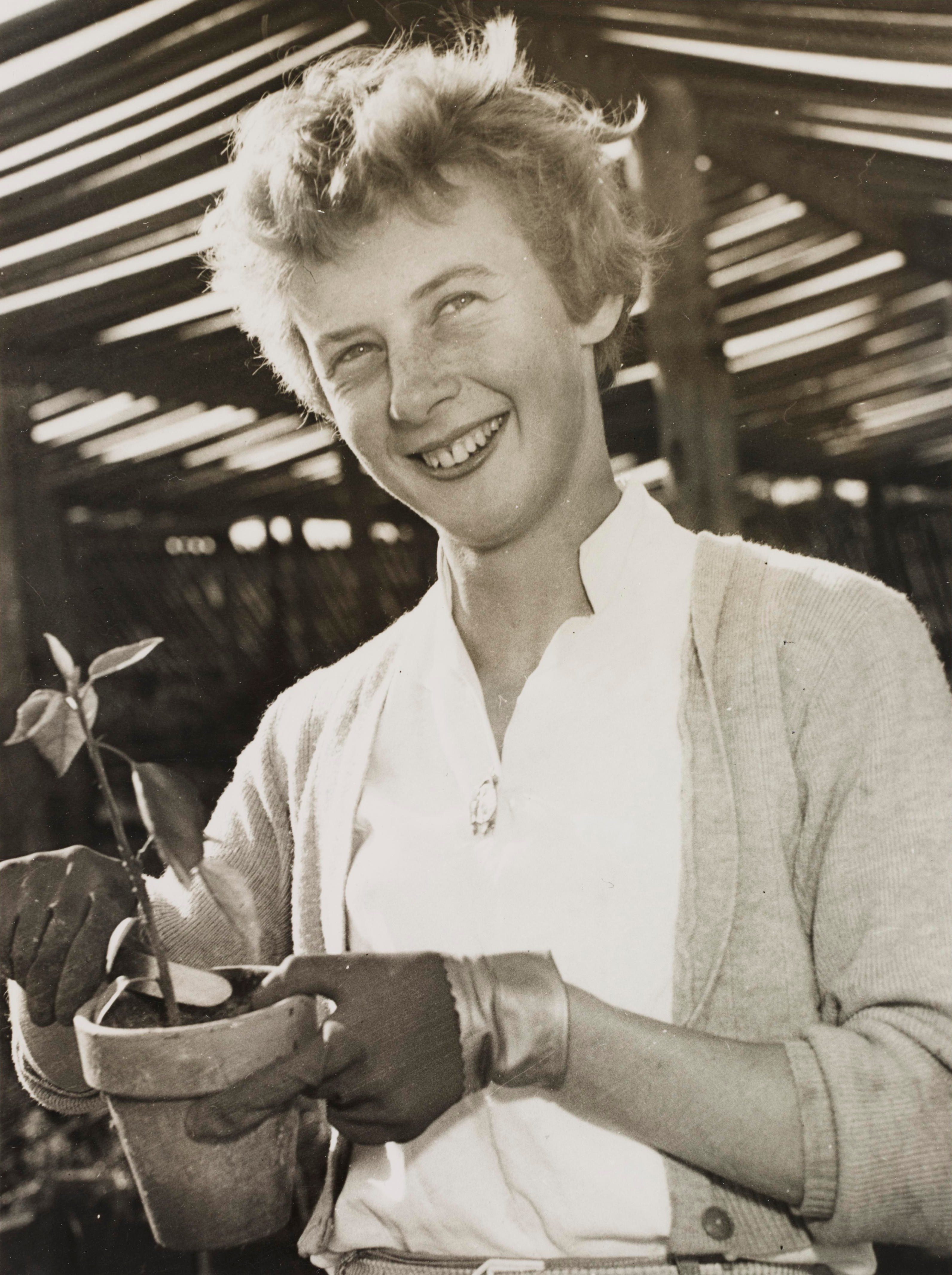
Бетти Катберт

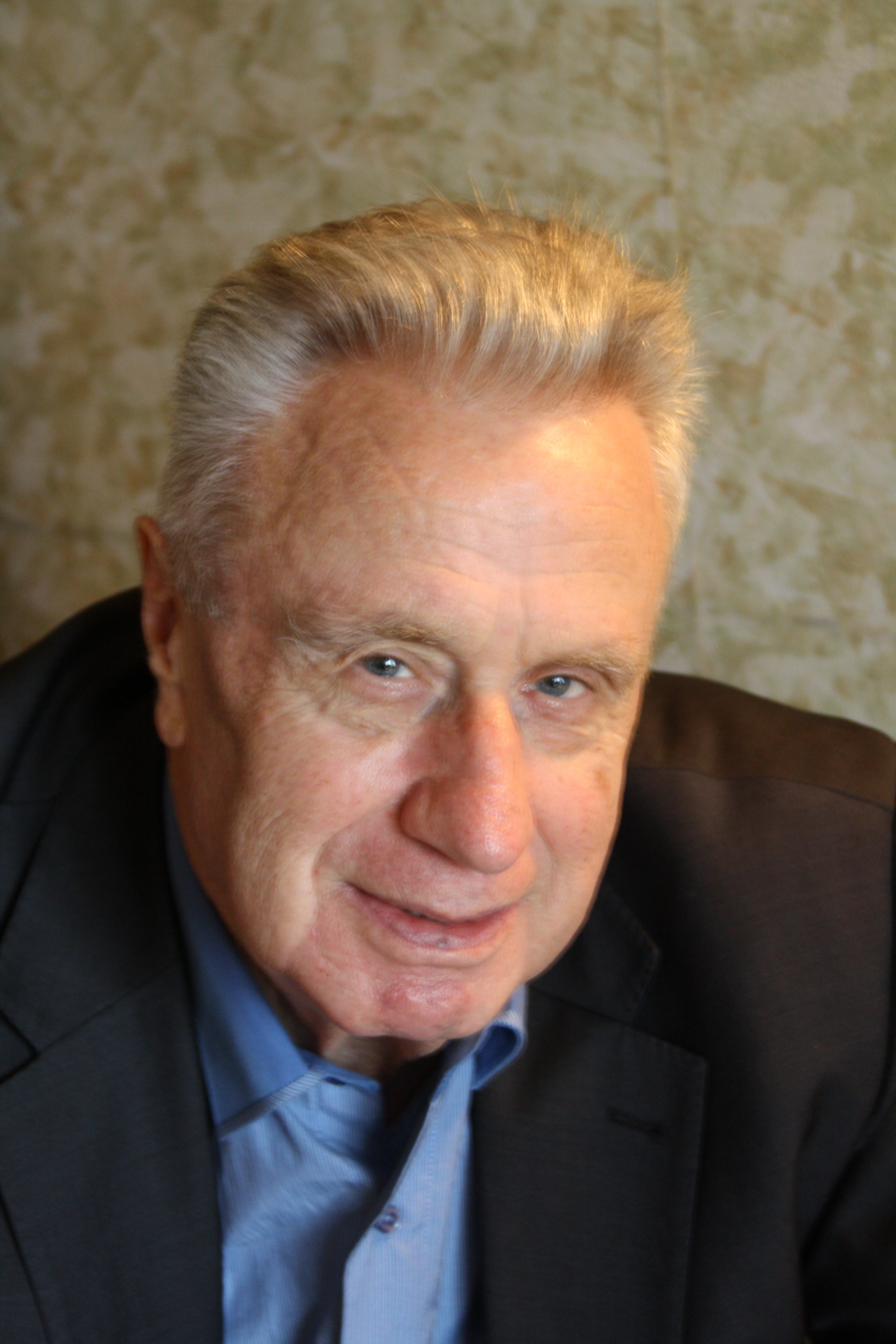
Борис Юдин

- Брик, Николь (70) — французский политический и государственный деятель, министр экологии, устойчивого развития и энергетики (2012), министр внешней торговли (2012—2014), сенатор Франции (2004—2012, с 2014)[327].
- Вишневский, Иван Николаевич (79) — советский и украинский учёный в области ядерной физики и энергетики, академик Национальной академии наук Украины (1995), заслуженный деятель науки Украинской ССР (1986), лауреат Государственной премии Украины в области науки и техники (1999)[328].
- Дафор, Джулс (76) — канадский географ[329].
- Долтон, Даррен (55) — американский бейсболист, чемпион Мировой серии (1997)[330].
- Исенгалиева, Валентина Айтешевна (93) — советская и казахстанская писательница, лингвист и публицист, доктор филологических наук, профессор[331].
- Карденас Моралес, Виктор Мануэль (65) — мексиканский писатель и поэт[332].
- Катберт, Бетти (79) — австралийская легкоатлетка, чемпионка Олимпийских игр в Мельбурне (1956) и Токио (1964)[333].
- Конопчук, Павлина Васильевна (88) — советская и российская актриса, народная артистка РСФСР (1986)[334].
- Кулеша, Ежи (94) — польский оперный и эстрадный певец (баритон) и киноактёр[335].
- Леманн-Грубе, Хинрих (84) — германский государственный деятель, обербургомистр Лейпцига (1990—1998)[336].
- Локер, Дик (88) — американский карикатурист, лауреат Пулитцеровской премии (1983)[337].
- Маккиннон, Дэниел (95) — американский хоккеист, серебряный призёр зимних Олимпийских игр в Кортина-д’Ампеццо (1956)[338].
- Масланка, Дэвид (72) — американский композитор[339].
- Морозова-Уварова, Мария Павловна (93) — советская и российская певица, солистка Воронежского русского народного хора, возможный автор песни «Ой, мороз, мороз»[340].
- Рабинович, Джек (87) — канадский бизнесмен, основатель литературной премии «Scotiabank Giller Prize»[341].
- Рот, Мартин (62) — немецкий и британский музейный работник, директор Государственных художественных собраний Дрездена (2001—2011), директор Музея Виктории и Альберта (2011—2016)[342].
- Юдин, Борис Григорьевич (73) — советский и российский философ, член-корреспондент РАН (2000)[343].

## 5 августа

Диониджи Теттаманци

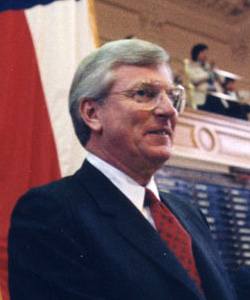
Марк Уайт

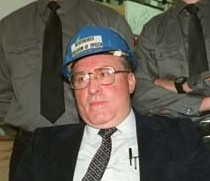
Эрнст Цюндель

- Ахметгареева, София Тавратовна (37) — российская тяжелоатлетка, чемпионка России, Европы и мира, мастер спорта России международного класса по армрестлингу[344].
- Бережная, Ирина Григорьевна (36) — украинский политик, депутат Верховной Рады Украины от Партии регионов (2007—2014); ДТП[345].
- Блэйкли, Ли (45) — британский театральный и оперный режиссёр[346].
- Биази, Ральф (69) — бразильский государственный деятель, министр науки и технологий Бразилии (1988—1989)[347] Архивная копия от 19 августа 2017 на Wayback Machine.
- Денисенко, Иван (33)[значимость?] — украинский рок-певец, солист группы Ivan Blues & Friends[348].
- Кёнкен, Адольф (79) — немецкий философ[349].
- Корсаков, Анатолий Константинович (63) — советский и российский геолог, ректор МГРИ-РГГРУ (2007—2008)[350].
- Кулибаба, Мария Гордеевна (88) — свинарка колхоза «Коминтерн» Петриковского района Днепропетровской области, Герой Социалистического Труда (1950)[351].
- Курнье, Жан-Поль (66) — французский писатель и философ[352].
- Кяо, Александр (52) — советский и эстонский автогонщик, чемпион СССР (1980, 1983), чемпион Эстонии (1993)[353].
- Левашов, Владимир Семёнович (75) — советский и российский артист оперетты, артист Оренбургского государственного театра музыкальной комедии (1969—2016), заслуженный артист РСФСР (1982)[354].
- Мамедова, Сиддига Рза кызы (92) — советский и азербайджанский биолог, академик Национальной Академии Наук Азербайджана, директор Научно-исследовательского института защиты растений и технических растений министерства сельского хозяйства Азербайджана[355].
- Мартини, Элен (92) — французский владелец сети развлекательных заведений, в том числе театров «Буфф-Паризьен» и «Магадор», кабаре «Фоли-Бержер»[356].
- Мийо, Кристиан (88) — французский ресторанный критик и писатель[357].
- Теттаманци, Диониджи (83) — итальянский кардинал, архиепископ Анконы-Озимо (1989—1991), Генуи (1995—2002), Милана (2002—2011), кардинал-священник с титулом церкви Святых Амвросия и Карла (с 1998 года)[358].
- Толстых, Борис Леонтьевич (81) — советский государственный деятель, заместитель председателя Совета Министров СССР (1987—1989), председатель Государственного комитета СССР по вычислительной технике и информатике (1989—1991), лауреат Государственной премии СССР, Герой Социалистического Труда (1982)[359].
- Уайт, Марк (77) — американский государственный деятель, губернатор Техаса (1983—1987)[360].
- Цюндель, Эрнст (78) — немецкий публицист и издатель, ревизионист, отрицатель Холокоста[361].

## 4 августа

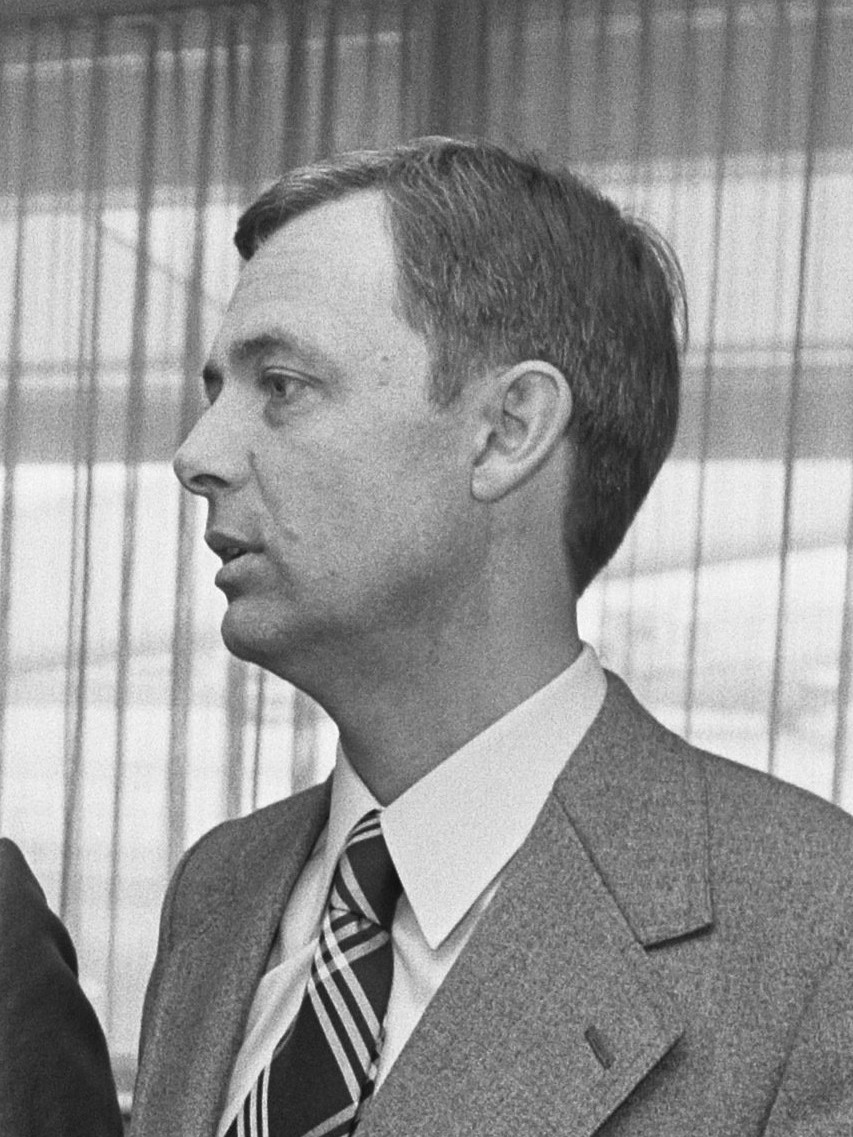
Эрлинг Брандум

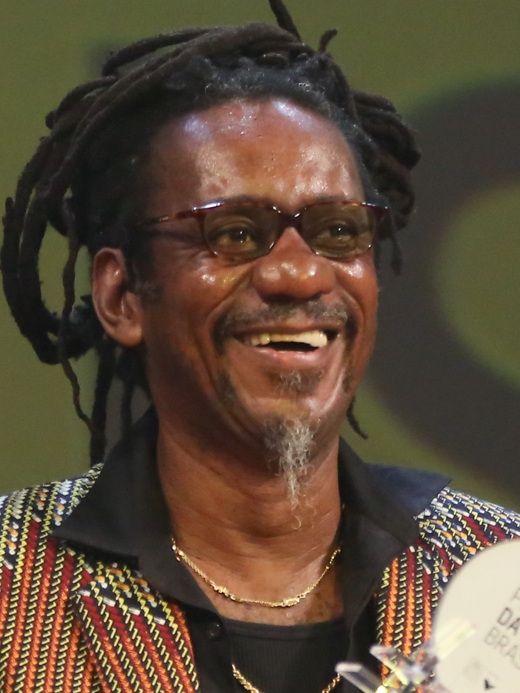
Луис Мелодиа

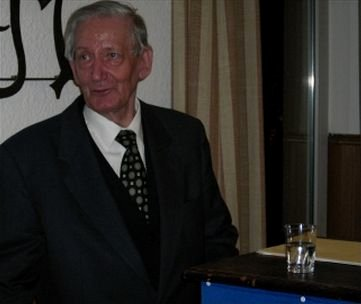
Вальдемар Шрекенбергер

- Бизин, Виктор Петрович (63) — академик Украинской академии наук, заслуженный работник физической культуры и спорта Украины [?].
- Брандум, Эрлинг (87) — датский государственный деятель, министр обороны (1973—1975)[362] Архивная копия от 5 августа 2017 на Wayback Machine.
- Бржезицкий, Франц Карлович (92) — последний на Украине узник концлагеря Майданек[363].
- Власов, Валентин Александрович (69) — советский и российский деятель спецслужб, начальник Академии Федеральной службы безопасности (2000—2007), генерал-полковник[364].
- Вольневич, Богуслав (89) — польский философ и журналист[365].
- Джордан, Энджел (86) — американский инженер, основатель Института программной инженерии[366].
- Калабро, Раффаэле (77) — итальянский католический священник, епископ Андрии (1988—2016)[367].
- Кильдибекова, Мария Семёновна (85) — советская и российская татарская художница, лауреат Государственной премии Татарстана, жена художника Рустема Кильдибекова[368].
- Левин, Вальтер (92) — американский скрипач, основатель и первая скрипка Ласалль-квартета[369].
- Левченко, Алексей Васильевич (95)[значимость?] — участник Великой Отечественной войны, генерал-майор, заслуженный строитель Российской Федерации, основатель и глава Фонда имени маршала Жукова[370].
- Мелодиа, Луис (66) — бразильский актёр, певец и автор песен[371].
- Ришар, Ален (91) — французский дизайнер[372].
- Серрата, Джесси (63) — американский музыкант[373].
- Собко, Александр Алексеевич (96) — советский и украинский учёный в области орошаемого земледелия и растениеводства, иностранный член РАН (2014; член-корреспондент ВАСХНИЛ с 1979)[374].
- Сыс, Алексей (63) — украинский художник[375].
- Хэй, Чак (87) — шотландский кёрлингист, тренер, арбитр, чемпион мира (1967)[376].
- Хименес Санчес, Антонио (78) — испанский футбольный арбитр[377].
- Червяков, Александр Алексеевич (59) — советский и азербайджанский волейболист, тренер женской сборной Азербайджана по волейболу[378].
- Шрекенбергер, Вальдемар (87) — немецкий юрист и государственный деятель (ФРГ), глава канцелярии федерального канцлера Германии (1982—1984)[379].

## 3 августа

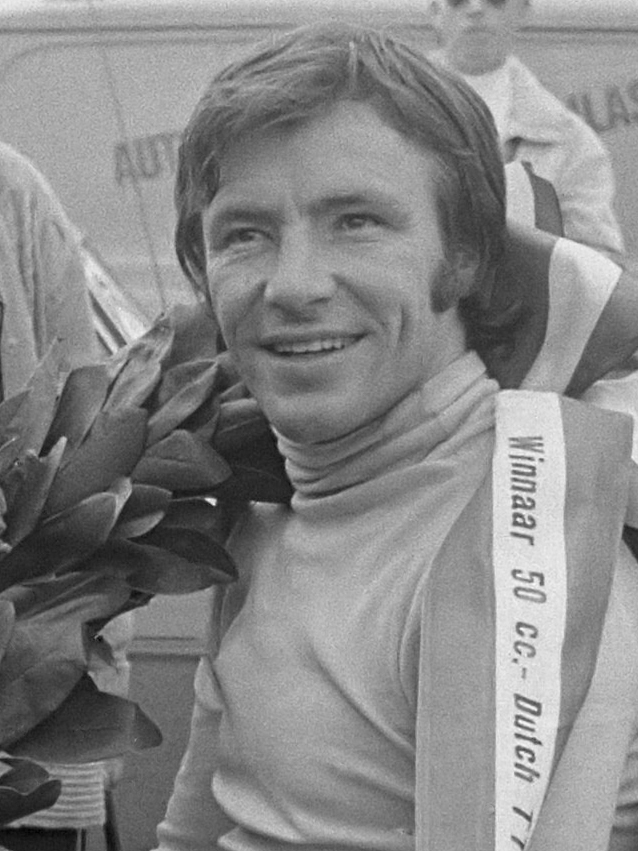
Анхель Ньето

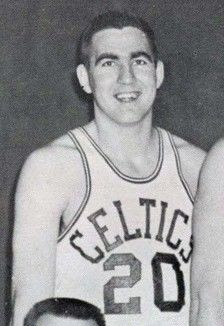
Дики Хемрик

- Бенедетти, Джованни (100) — итальянский католический прелат, епископ Фолиньо (1976—1992)[380].
- Бессерова, Мирослава (71) — чешская писательница и сценарист[381].
- Вилья де Сотомайор, Альварес Антонио (78 или 79) — испанский музыкант и композитор[382].
- Гобри, Иван (90) — французский писатель и философ[383].
- Захаров, Пётр Фёдорович (92) — советский и российский футболист и тренер («Балтика» Калининград)[384].
- Канторек, Павел (75) — чешский и канадский учёный, художник-карикатурист[385].
- Картон, Кевин (83) — австралийский хоккеист на траве.
- Ньето, Анхель (70) — испанский мотогонщик, 13-кратный чемпион мира; авария[386].
- Ти Хардин (87) — американский актёр[387][388].
- Харди, Роберт (91) — британский актёр[389].
- Хемрик, Дики (83) — американский баскетболист чемпион НБА (1957)[390].
- Чисарик, Ладислав (63) — словацкий художник-геральдист, соавтор национального герба, национальной печати, президентского штандарта и других национальных символов Словакии[391].

## 2 августа

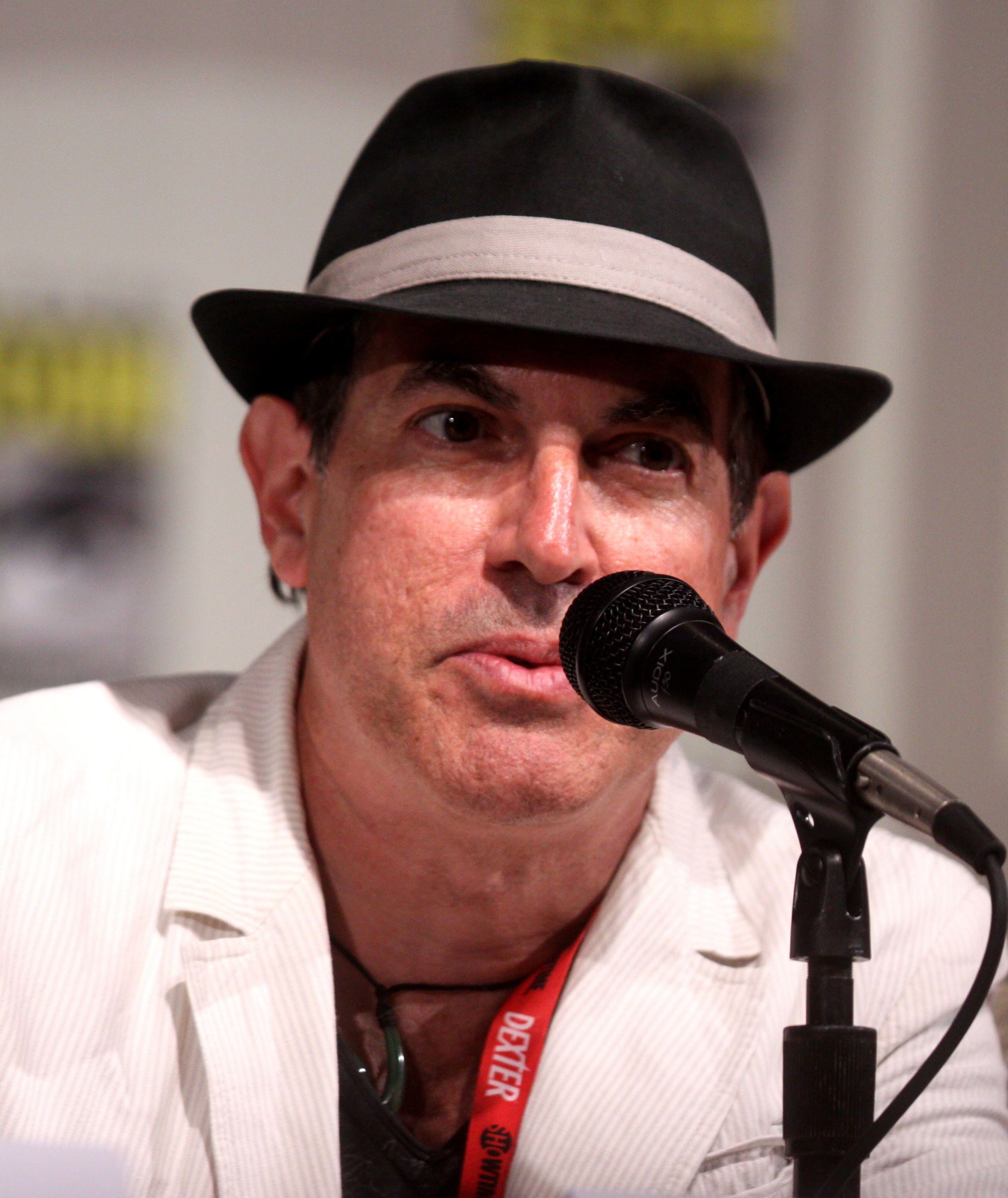
Дэниэл Лихт

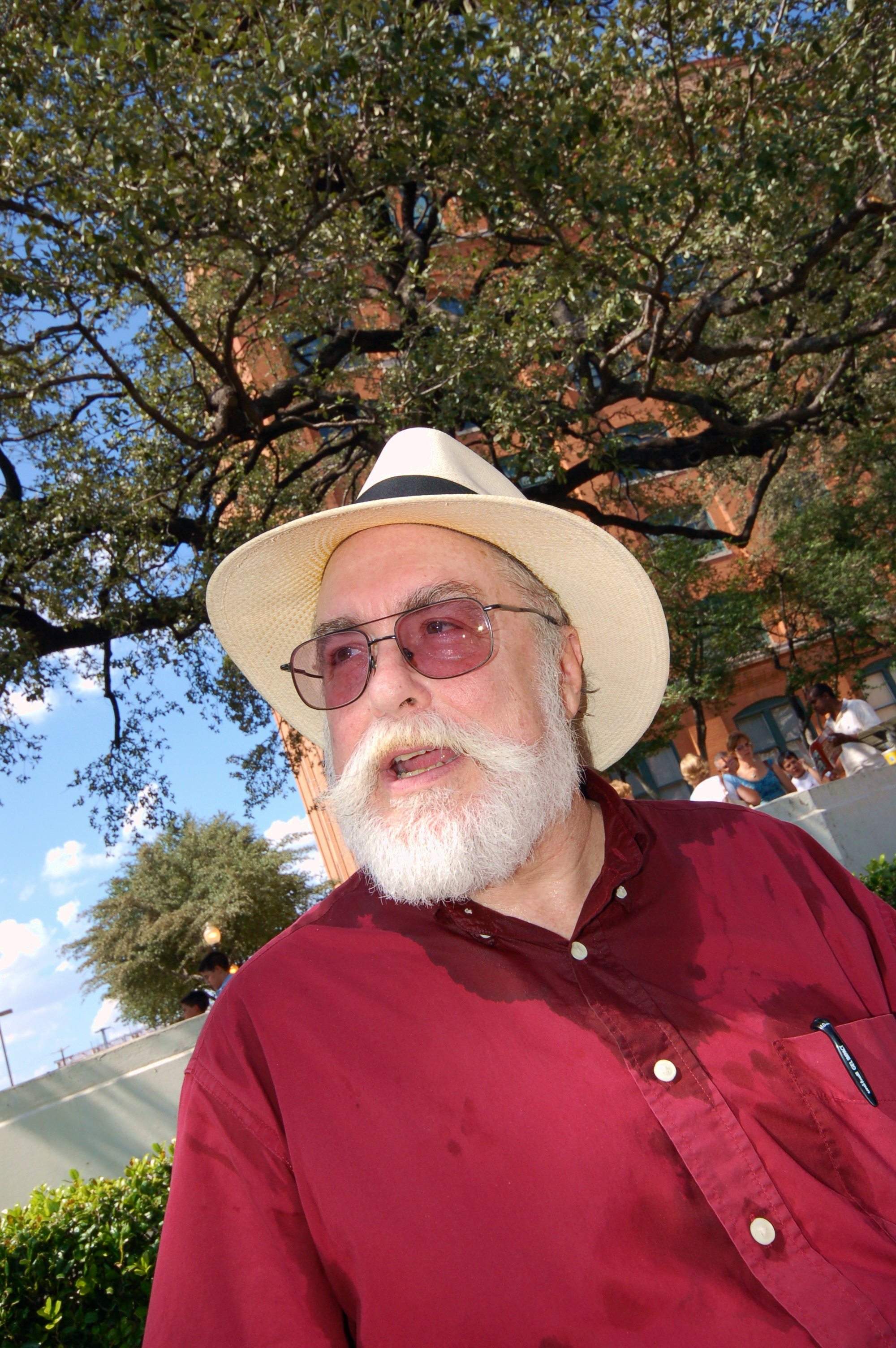
Джим Маррс

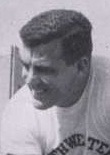
Ара Парсегян

- Абрегов, Альмир Нухович (72) — советский и российский адыгейский и абхазский государственный и общественный деятель, председатель адыгейского национального движения «Адыге хасэ — черкесский парламент», директор Национального музея Республики Адыгея[392].
- Волчков, Александр Владимирович (55) — украинский театральный актёр, артист Запорожского музыкально-драматического театра имени Магара[393].
- Герасименко, Александр Михайлович (71) — белорусский государственный деятель, дипломат, мэр Минска (1991—1995), Чрезвычайный и Полномочный Посол в Латвии (2006—2013), Болгарии и Греции по совместительству (1995—2000)[394] Архивная копия от 3 августа 2017 на Wayback Machine.
- Голдман, Маршалл (87) — американский эксперт по экономике Советского Союза[395].
- Грэм, Джон (82) — новозеландский регбист, педагог, канцлер Оклендского университета (1999—2004), президент Новозеландского регбийного союза (2005—2007)[396].
- Даньелов, Георге (69) — румынский каноист, серебряный призёр летних Олимпийских игр в Монреале (1976), двукратный чемпион мира [?].
- Дев, Сантош (83) — индийский государственный деятель, министр тяжёлой промышленности и государственных предприятий Индии (2005—2009)[397].
- Зиганшин, Эдуард Ринатович (44) — российский спортивный менеджер, директор хоккейного клуба «Динамо-Казань» (2012—2013)[398].
- Курузович, Томо (87) — сербский актёр и режиссёр[399].
- Лихт, Дэниел (60) — американский композитор[400].
- Маррс, Джим (73) — американский писатель[401].
- Ортега, Эдмундо (?) — мексиканский музыкант и композитор, участник группы Los Inmorales[402].
- Паич, Петр (82) — сербский писатель и поэт-песенник[403].
- Парсегян, Ара (94) — американский игрок в американский футбол и тренер армянского происхождения[404].
- Таккелла, Эли (81) — швейцарский футболист, участник двух чемпионатов мира (1962, 1966)[405].
- Хотомская, Ванда (87) — польская детская писательница[406].
- Шэнь Дажэнь (89) — китайский политический и государственный деятель, региональный лидер Коммунистической партии Китая[407].

## 1 августа
- Аврам, Анна-Мария (55) — румынский композитор[408].
- Батоев, Цыдып Жамсаранович (89) — советский, российский биолог, доктор биологических наук, заслуженный деятель науки Бурятской АССР (1990) [?].
- Бейтсон, Патрик (79) — британский биолог[409].
- Бротман, Джеффри (74) — американский юрист и бизнесмен, один из основателей Costco[410].
- Бхарапгва, Пушпа (89) — индийский биолог и писатель[411].
- Валериус, Олег Игоревич (68) — российский предприниматель, один из основателей профессии аудитора в России[412].
- Гижа, Ладислав (75) — словацкий театральный режиссёр и драматург[413].
- Грэм, Йен (93) — британский майянист[414].
- Игнарра Гуэль, Кармен (90) — кубинская актриса[415].
- Макджон, Голди (72) — канадский музыкант[416].
- Мамбеев, Сабур Абдурасулович (89) — советский и казахский художник[417].
- Мейберри, Мэриэнн (52) — американская актриса[418].
- Нефёдова, Нина Андреевна (84 или 85) — ткачиха-многостаночница, Герой Социалистического Труда (1977)[419].
- Нисимура, Сёгоро (87) — японский кинорежиссёр[420][421].
- Подзати, Кончетто (81) — итальянский художник[422].
- Томас, Патрик (85) — австралийский дирижёр[423].
- Ярыгина, Надежда Кирилловна (59) — российская поэтесса[424].